# Port de La Turballe
Le port de La Turballe est un site maritime côtier aménagé en un port de pêche et un port de plaisance. Il est doté d'infrastructures incluant une criée et un chantier de carénage. L'ensemble est situé dans la commune de La Turballe, dans le département de la Loire-Atlantique, au centre de la « rade du Croisic », nom donné à la baie allant de la pointe du Croisic (au sud) à la pointe du Castelli (commune de Piriac-sur-Mer, au nord ouest).

## Présentation
Le département de la Loire-Atlantique compte 133 km de côtes. Le port de La Turballe  est le seul port en eau profonde entre l'estuaire de la Loire et de l'estuaire de la Vilaine, les autres ports étant des ports d'échouage. Il relève du quartier d'immatriculation de Saint-Nazaire et se caractérise par une multi-activité :
- la pêche, activité d'origine et principale, qui s'appuie sur des quais dédiés, une flottille et une criée
- la réparation navale[n 1], concernant les bateaux de pêche et de plaisance, possible grâce à un élévateur à forte capacité et à une aire de carénage
- la plaisance, bénéficiant du port en eaux profondes
- le trafic de passagers, activité annexe qui concerne des liaisons en juillet et août vers les île d'Houat, Hœdic et Belle-Île-en-Mer
- les énergies marines renouvelables, avec la base de maintenance du parc éolien en mer de Saint-Nazaire[2].

## Pêche
Le port de pêche de La Turballe est la propriété du Conseil départemental de la Loire-Atlantique, qui en confie la gestion à la Société anonyme d'économie mixte locale Loire-Atlantique Pêche et Plaisance depuis le 1er janvier 2011. Premier port de pêche de la région des Pays de la Loire et quatorzième port au niveau national avec 4900 tonnes de poissons pêchés en 2023, il emploie 300 personnes dans différents corps de métiers : pêcheurs, mareyeurs, marchands, transporteurs, mécaniciens navals, employés de la criée, etc.
En tête des meilleures prises arrivent l'anchois (25 %) dont les campagnes de pêche vont de juin à novembre, la sardine (19 %) de mai à août, le thon germon (16 %) d'août à octobre, le merlu (15 %) d'avril à août, suivis de la seiche (6 %), le maquereau (6 %), le calmar (3 %), le bar (3 %), la dorade grise (2 %), le merlan (1 %), la sole (1 %), le mulet (1 %), le chinchard (1 %). Certaines de ces espèces bénéficient depuis juin 2012 de l'appellation Produit en Presqu'île de Guérande, née d'une association soutenue par la Chambre des Métiers et de l'Artisanat, la Chambre d'Agriculture, la Chambre de Commerce et d'Industrie. Cette association a pour but de faire connaître et promouvoir la qualité des produits et le savoir-faire des producteurs de la presqu'île guérandaise.

### Flottille
La flottille se compose de 53 de bateaux de pêche en 2024, d'une longuere maximale de 25 mètres, à coque de bois, métallique ou plastique. Seule la pêche artisanale est pratiquée. Les grosses unités mouillent dans le bassin de Garlahy, protégée depuis 1991 par une porte anti-houle, les autres stationnement à côté du bassin de plaisance.
Parmi les bateaux attachés au port de La Turballe, 55 dépendent du Comité des Pêches : 20 pélagiques de 20 à 24 mètres, 24 chalutiers de 10 à 20 mètres, ligneurs, fileyeurs ou caseyeurs selon la saison de 8 à 12 mètres. En 2015, on dénombre environ 250 pêcheurs dans la commune.
Les techniques de pêche utilisées sont les arts dormant (casiers, filets, lignes et palangres) ou les arts traînant (chalut de fond ou chalut pélagique). En fonction de leur taille et zone de pêche, les bateaux peuvent quitter le port pour la « pêche au large » dont les marées durent entre 4 et 20 jours. La « pêche côtière » s'applique aux marées entre 1 et 4 jours. Les marées de la « petite pêche » enfin n'excèdent pas 24 heures. Le poisson est trié sur bateau directement et mis dans des casiers avec de la glace en paillette chargée à bord depuis la tour à glace du port et conservé dans un frigo à bord. Le chargement est ensuite déchargé au port à l'aide de grues datant de 1984 et de 2024 avant d'être acheminé vers la criée.

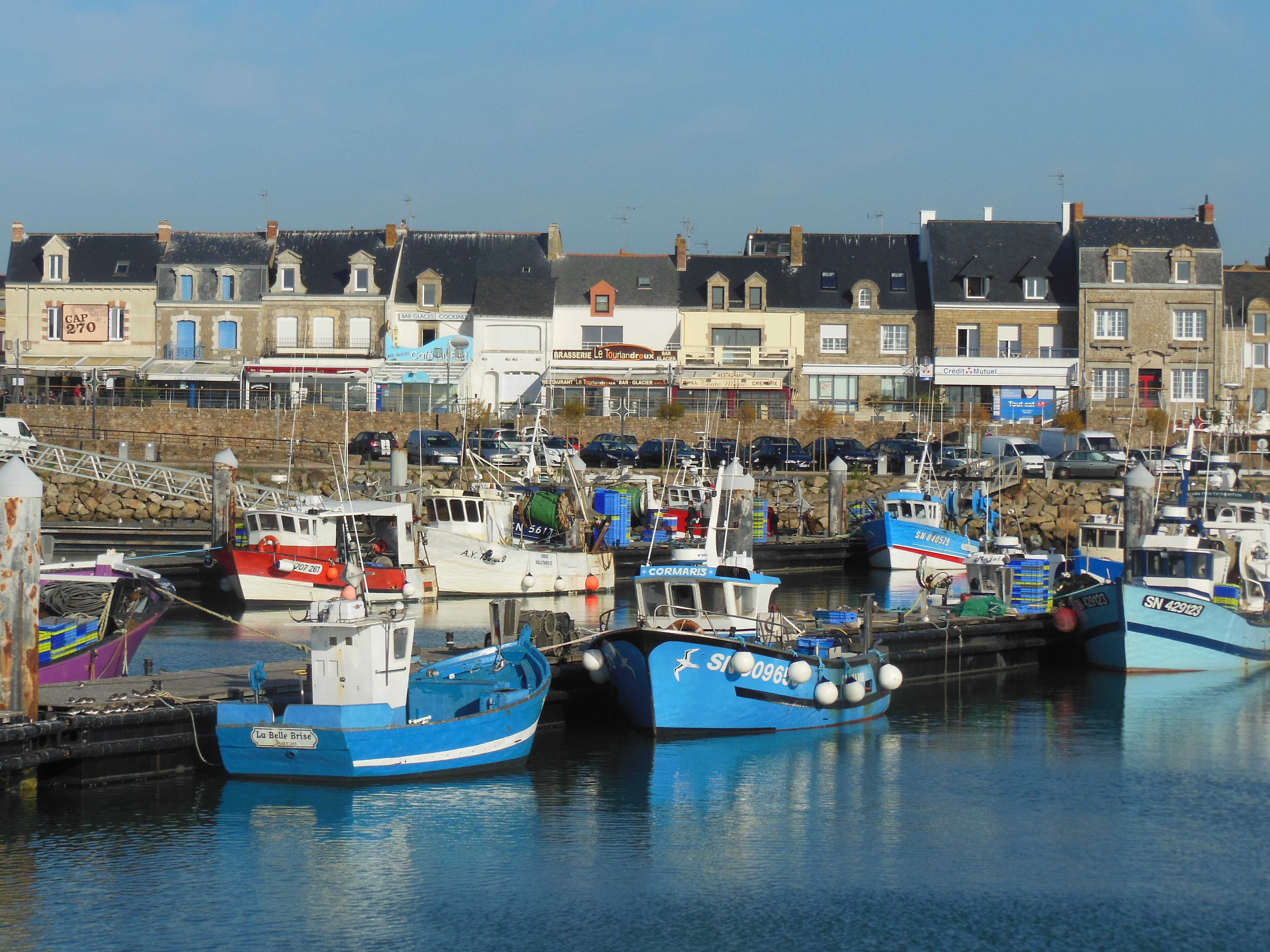
Bateaux de pêche dans le vieux port.
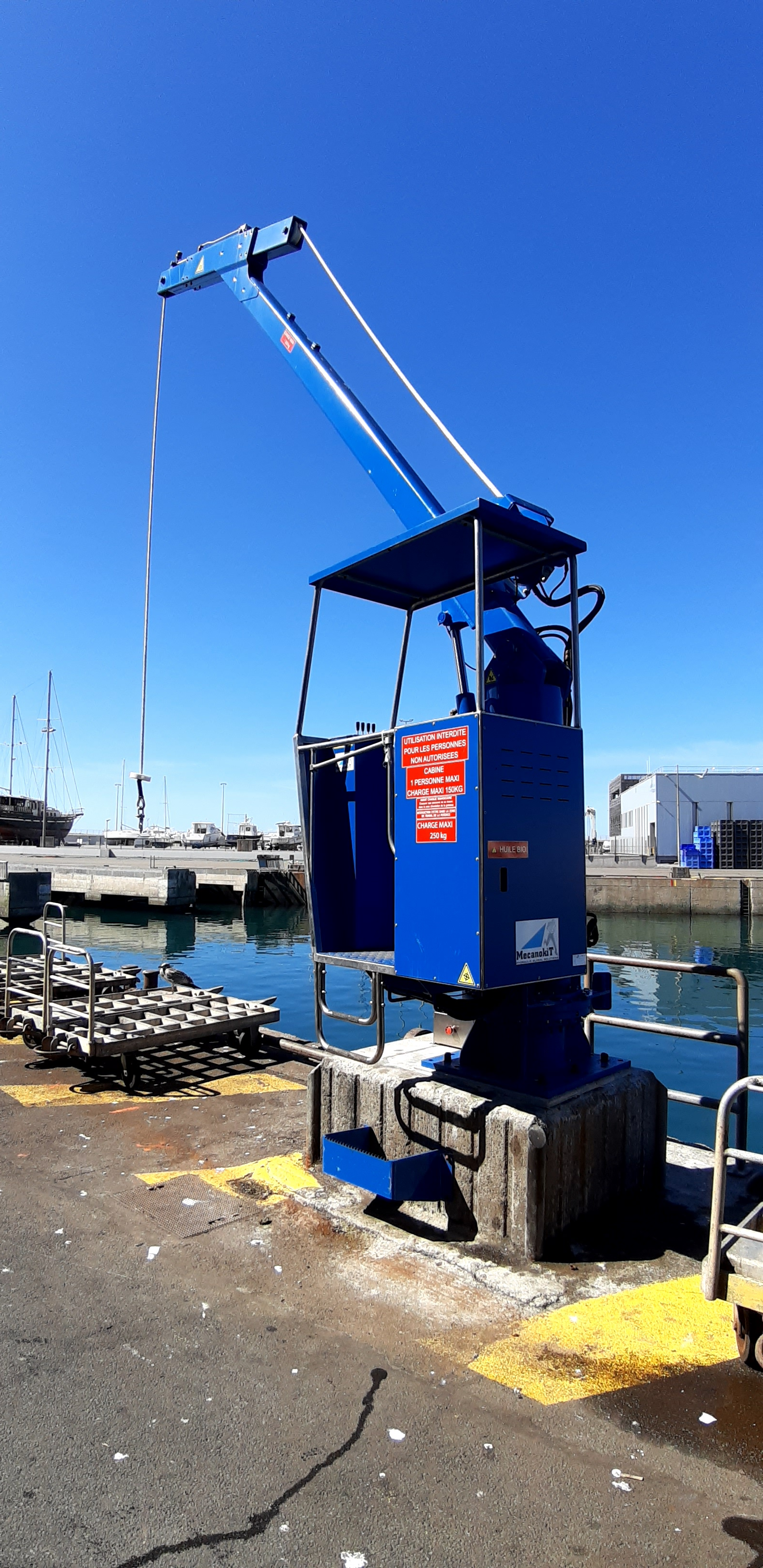
Grue de déchargement acquise par le port en 2024.
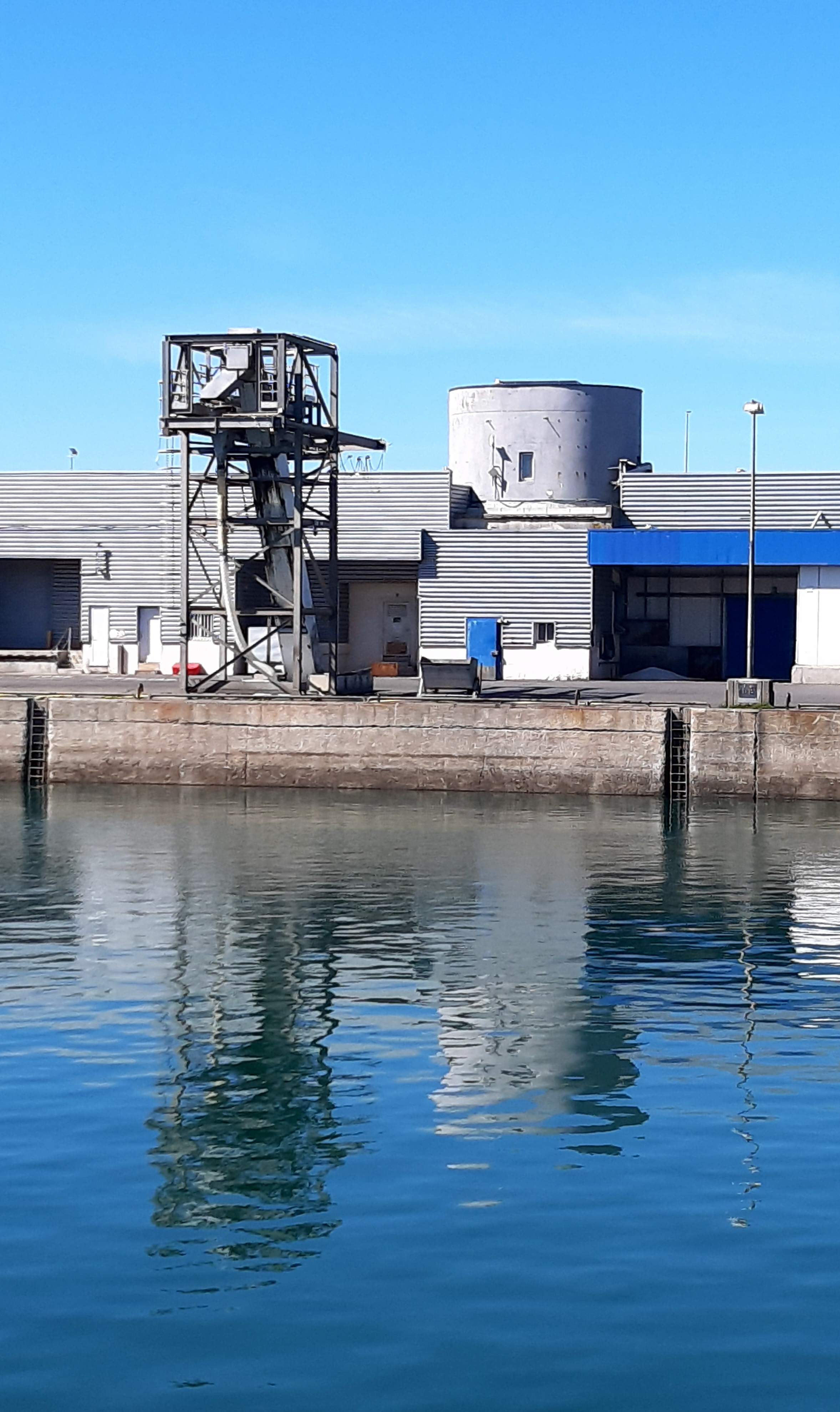
Tour à glace : la glace est produite dans la tour cylindrique, convoyée jusqu'au portique, relevée par un tapis roulant et chargée à bord des bateaux de pêche.

### Criée
La halle à marée, inaugurée le 13 juin 1970, en remplacement d'une ancienne criée démolie cette même année, par les ministres Olivier Guichard, Raymond Marcellin et Yvon Bourges, organise chaque jour une vente aux enchères, du lundi au vendredi entre 4h00 et 6h00. Depuis 2011, même si les ports de La Turballe et celui du Croisic possèdent une gestion commune pilotée par le conseil départemental, les deux criées sont préservées mais leurs moyens techniques sont mutualisés.
Entièrement rénovée en 1995, la criée de La Turballe abrite au rez-de-chaussée une salle de tri et de pesée, une chambre froide (température dirigée de +2°C) pour le stockage du poisson, une halle de vente à température dirigée comprise entre 7 et 8°C de 1 000 m2 réservée aux professionnels, 12 ateliers de marée disposant chacun de sa propre chambre froide, 2 locaux à déchets réfrigérés, un local de lavage des bacs, une gare d'expédition dotée de cinq quais de chargement, des fabriques de glace pouvant produire 100 tonnes par jour. Leur distribution automatisée est permanente. Les chambres froides en contenant 130 tonnes permettent un stockage de haute qualité.
La cargaison est annoncée par téléphone au port pour être inscrite au tableau de déclaration des apports avant le retour des bateaux. Une fois déchargé, le poisson est pesé par les pêcheurs, étiqueté puis transféré dans la chambre froide puis dans la halle de vente après un contrôle vétérinaire rigoureux. Les bacs sont disposés à même le sol à la vue des acheteurs pour la vente réservée aux mareyeurs, grossistes et poissonniers à 5 heures du matin.
Depuis janvier 1995, le crieur à la voix est remplacé par un dispositif de vente électronique mobile à bord duquel deux agents lancent les enchères descendantes et s'occupent du traitement des ventes et des achats. La criée informatisée est reliée à la direction de la criée et aux ateliers de marée par le réseau Internet. À chaque enchère s'affiche sur écran le nom du mareyeur preneur, le prix d'achat, le lot et le nom du bateau. Si un lot ne trouve pas acquéreur, le produit est retiré du marché selon les prix planchers élaborés annuellement. Depuis janvier 2012, un dispositif de vente informatique est entré en fonction permettant aux acheteurs à distance de participer aux achats par Internet. Le montant des achats est plafonné à hauteur de la caution que chaque acheteur verse avant le lancement des enchères.

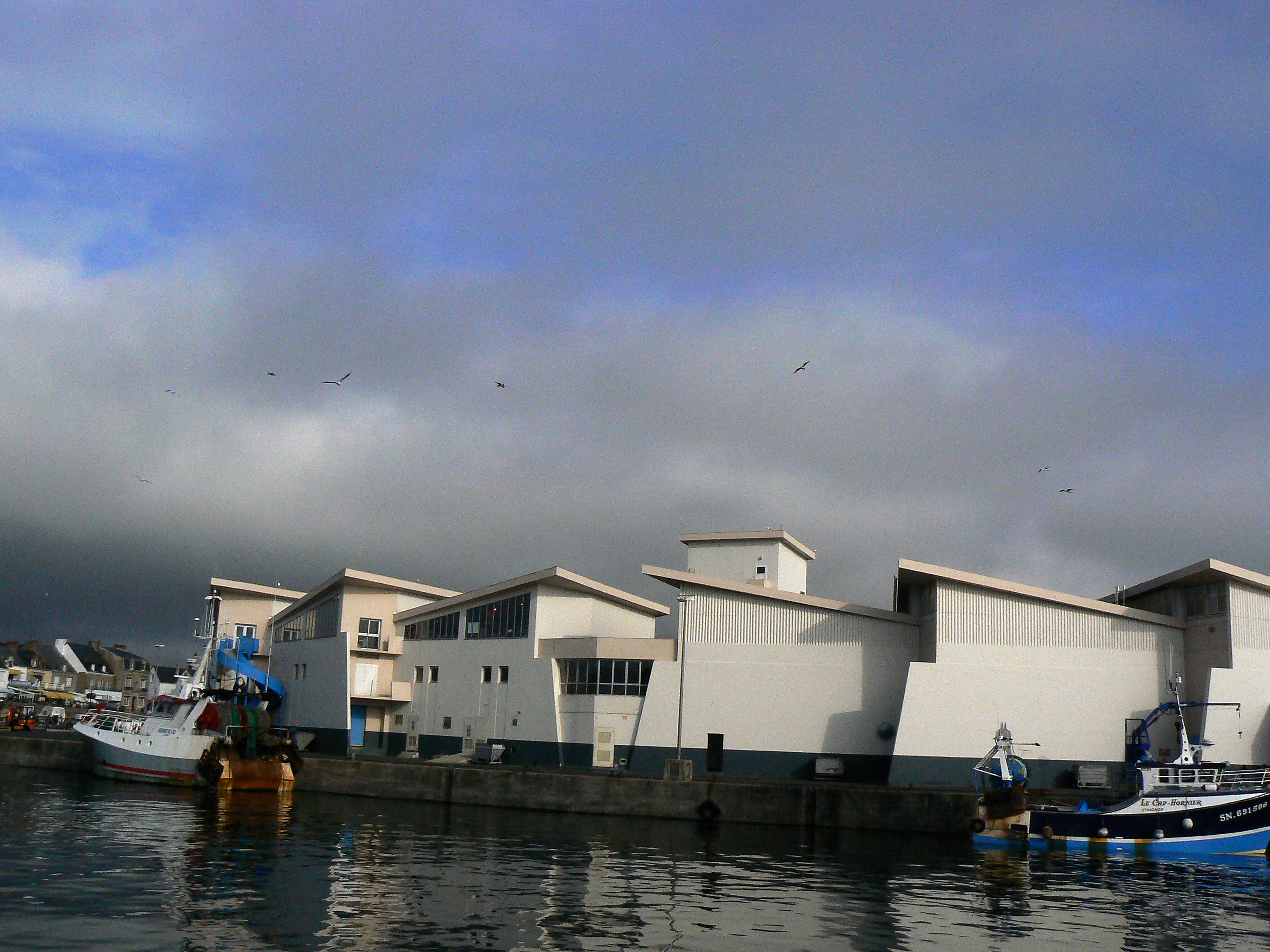
Halle à marée du port de La Turballe.
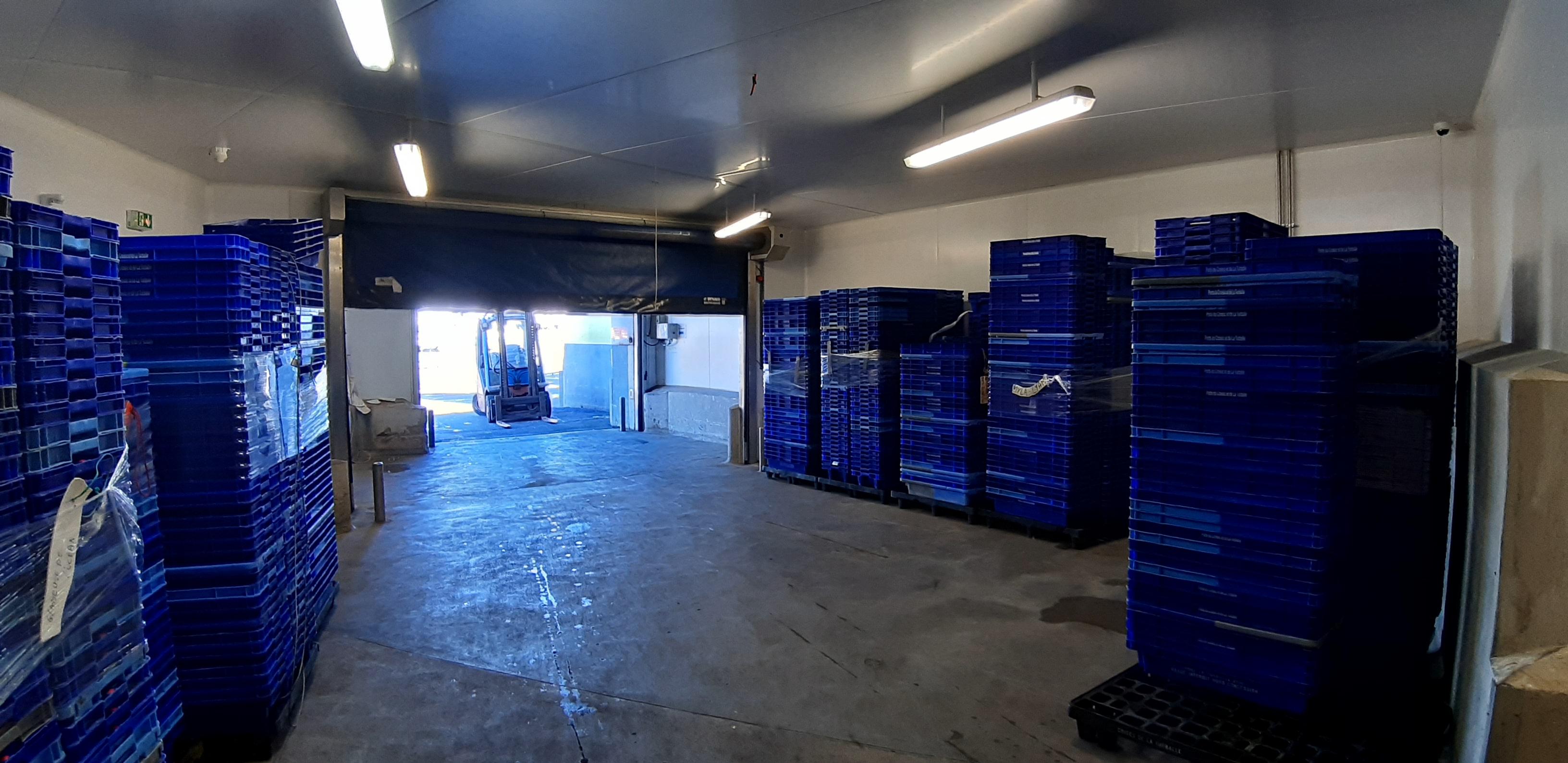
Entrée dans la salle de pesée.
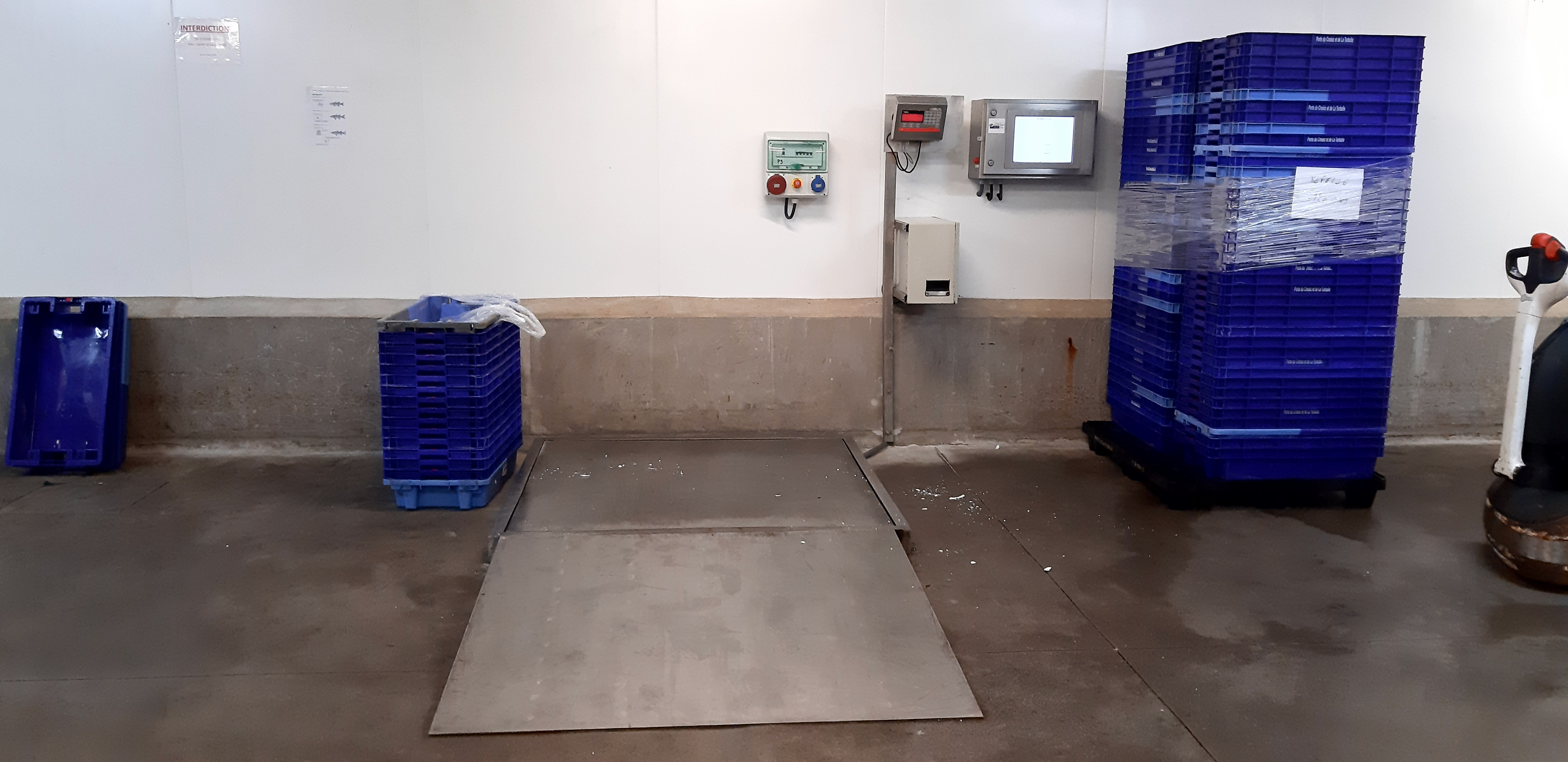
Balance dans la salle de pesée.
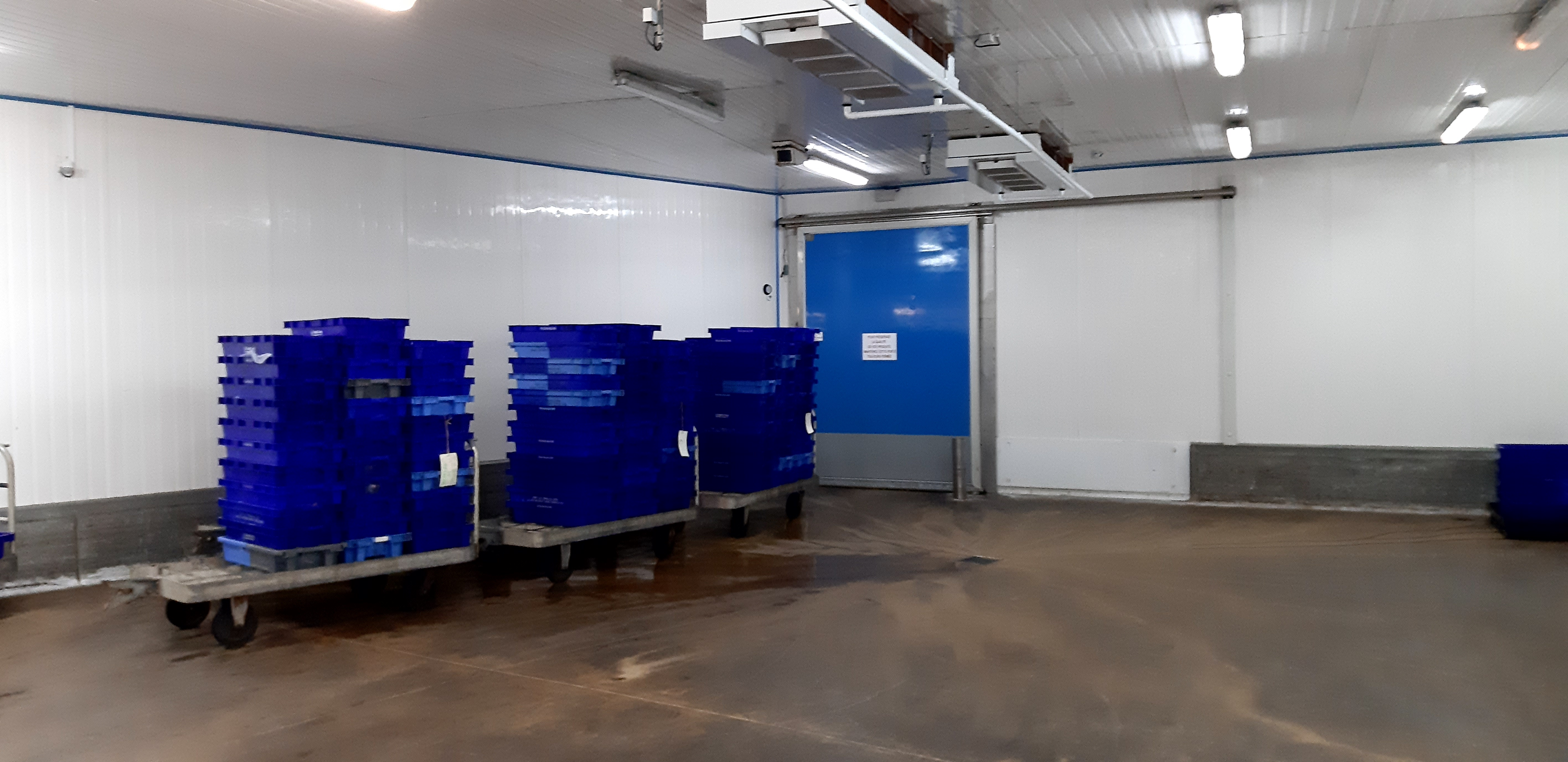
Stockage en chambre froide (+2°C).
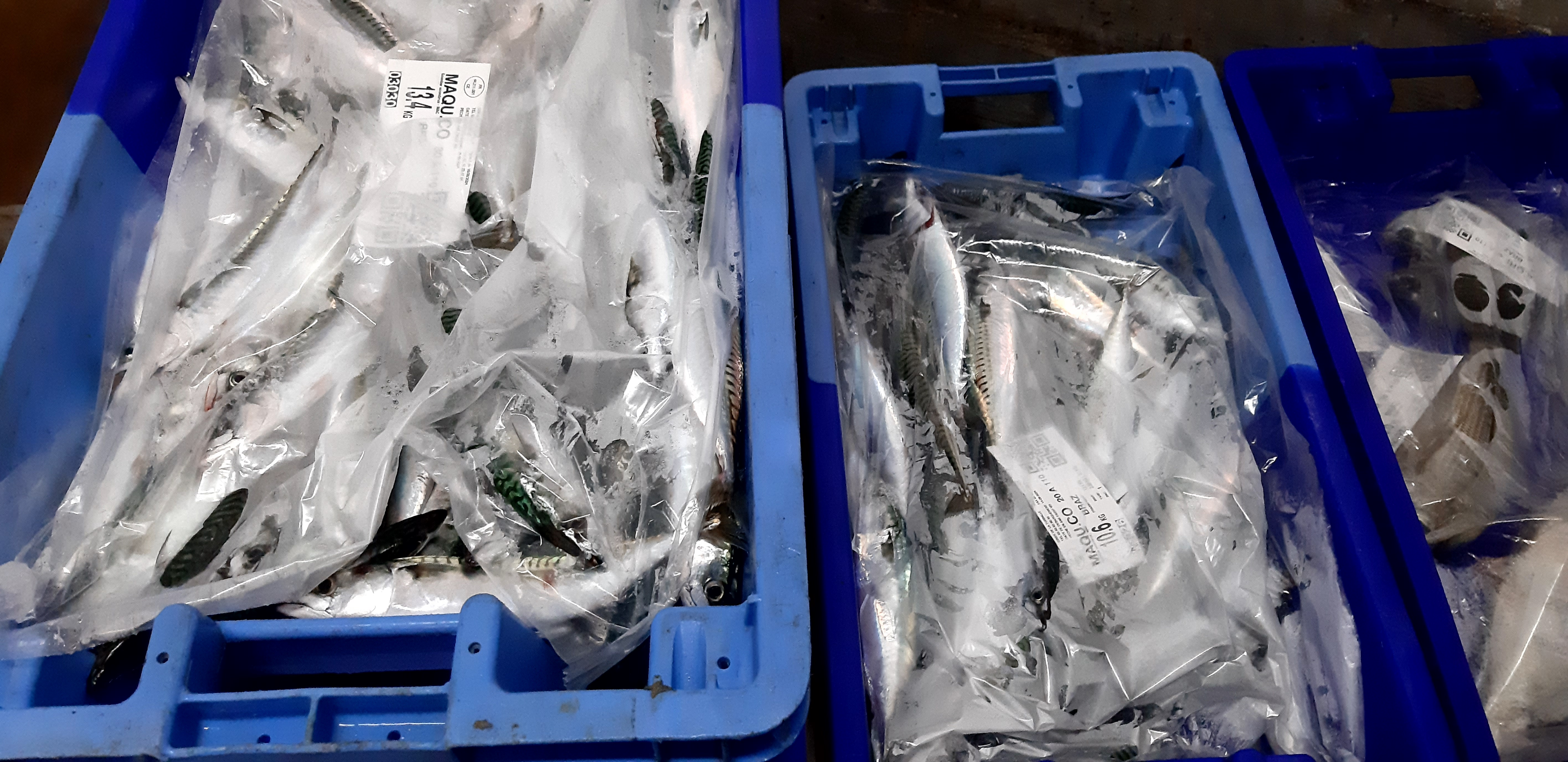
Poisson stocké en chambre froide après pesée et étiquetage.
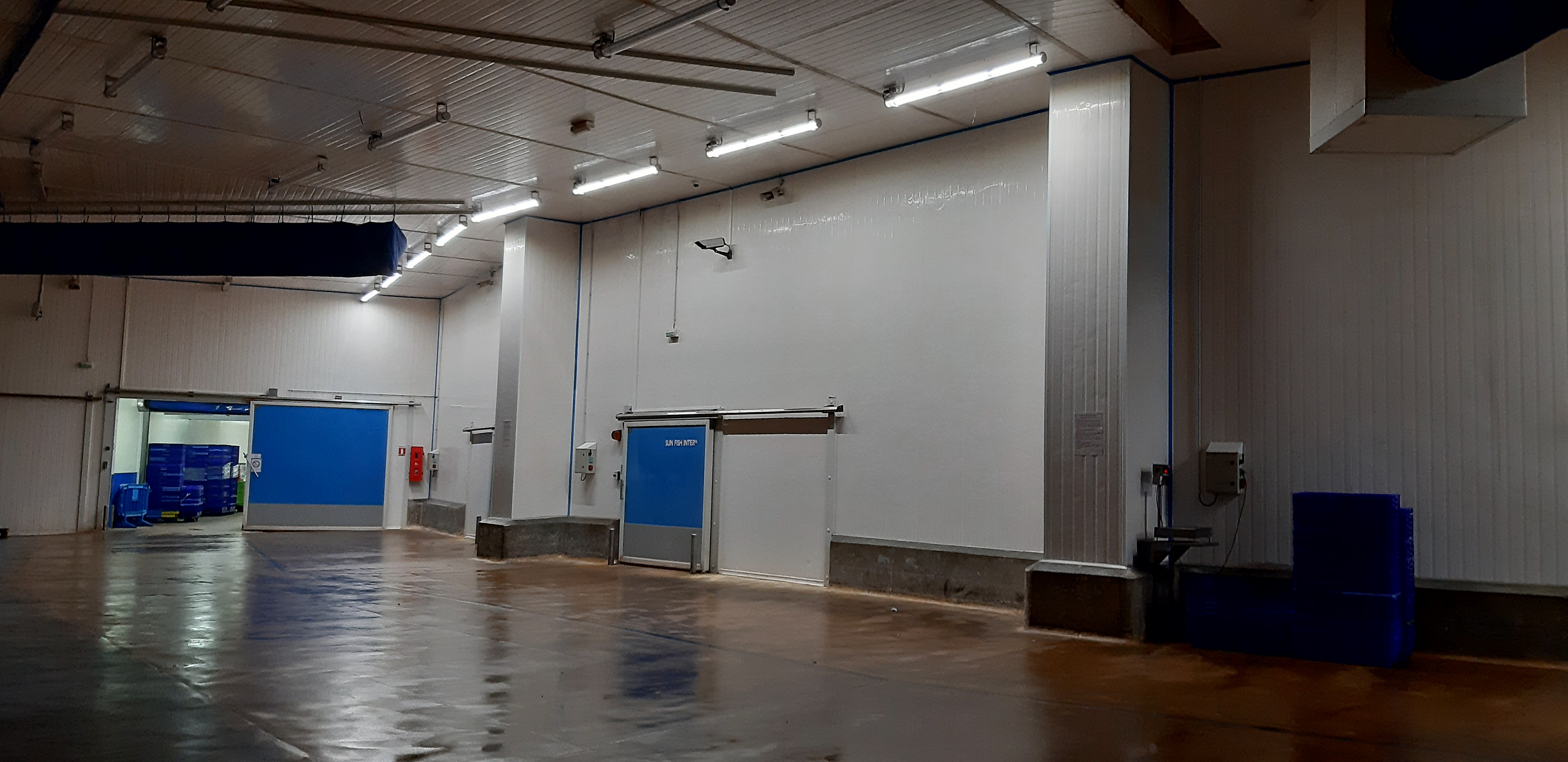
Halle de vente (entre +7°C et +8°C).
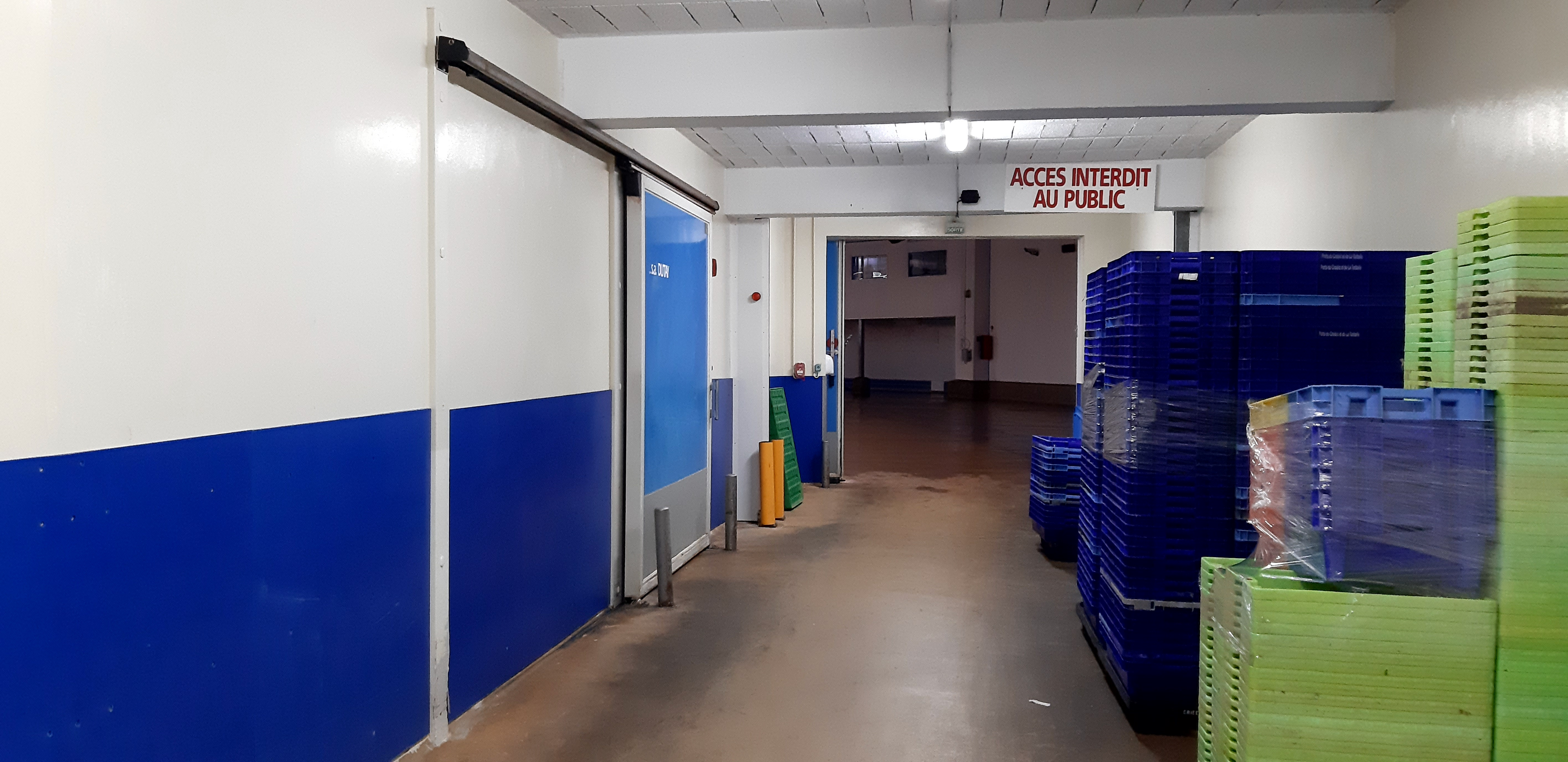
Couloir desservant les ateliers des mareyeurs.
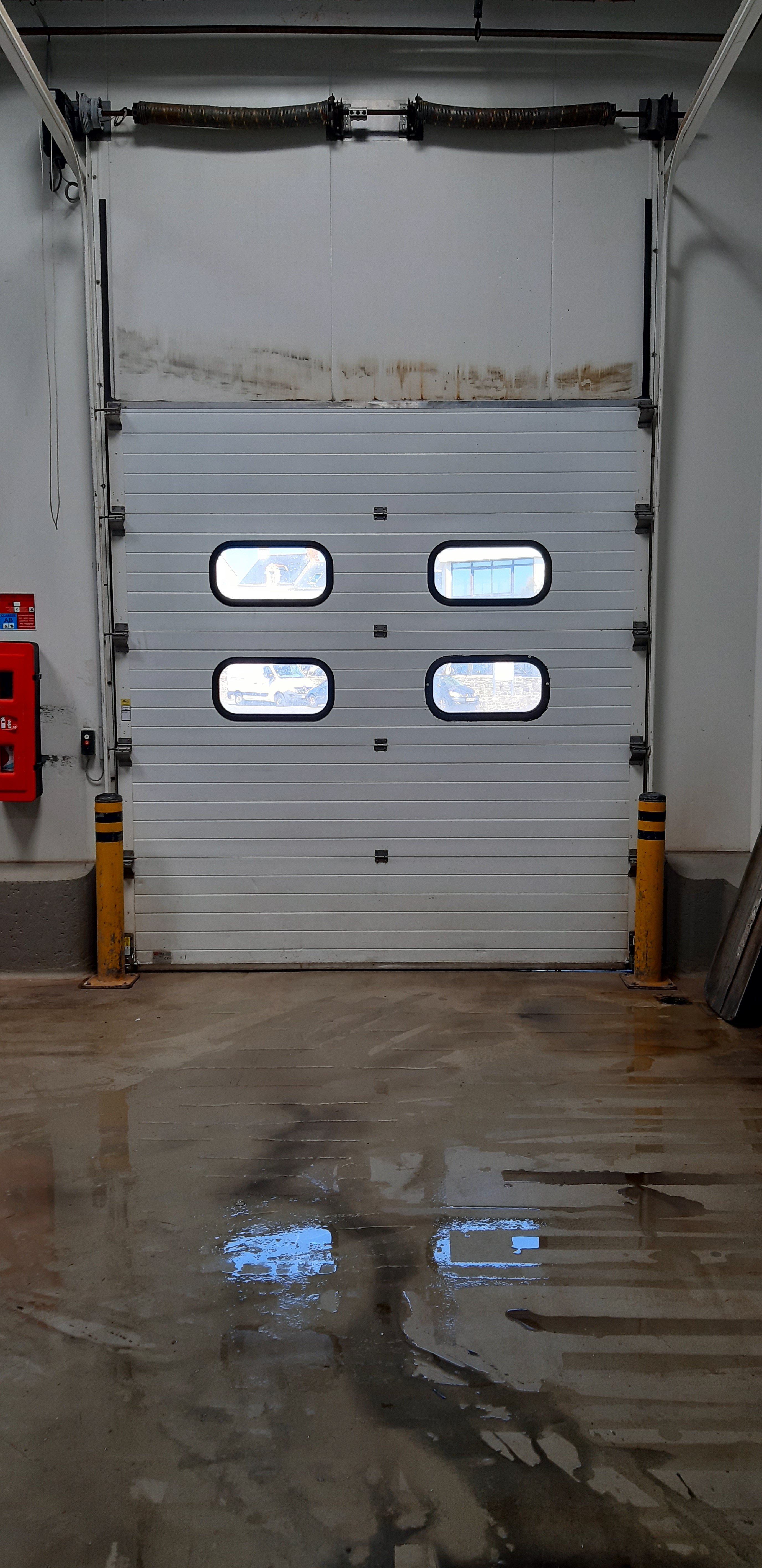
Quai de chargement des camions.
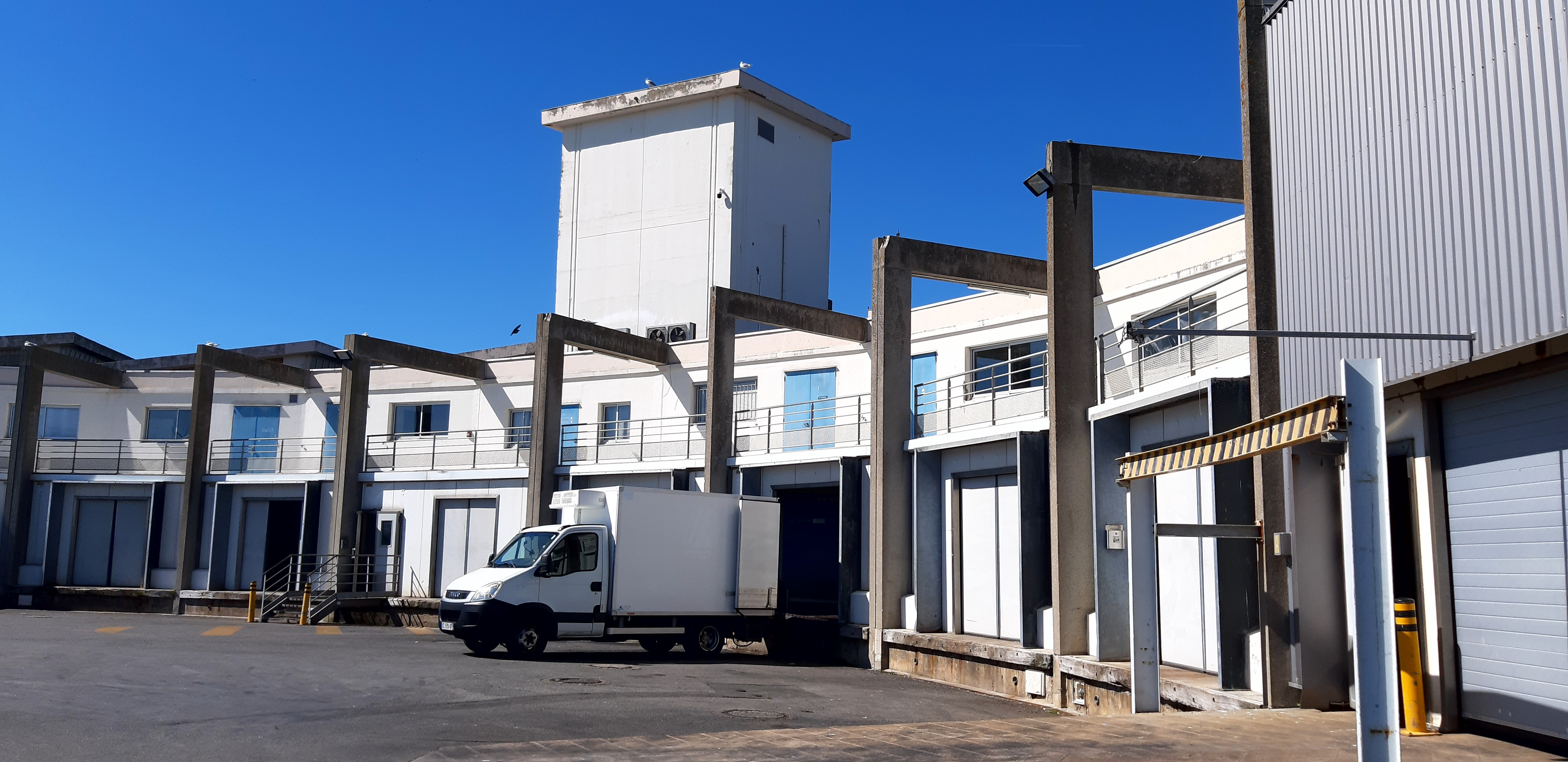
Chargement d'un camion réfrigéré et tour à glace de la criée.

### Mareyage
Le mareyeur est le second maillon de la chaîne après le pêcheur. Il est l'intermédiaire entre ce dernier et le grossiste. Sa fonction est d'acheter en gros les produits de la marée à la criée. À La Turballe, dès 6 heures, lors de l'achat en criée, le mareyeur est en relation constante avec ses clients, qu'il peut relancer en fonction des arrivées du jour. Il calcule simultanément les marges et annonce directement son prix de vente au client. Il organise le suivi des ventes sur les postes de conditionnement d'emballage et d'expédition, tout en respectant les courts délais imposés par la chaîne du froid.
La société de mareyage loue dans les bâtiments du centre de marée un magasin ou atelier de marée. Cet atelier, qui exige un entretien drastique et constant, reçoit les matières brutes qui arrivent à la criée. C'est dans ce local que, selon la commande, le poisson acheté est trié, pesé, calibré, glacé et conditionné en caissettes en polystyrène et expédié en camion isotherme vers les clients en France (marché d'intérêt national de Nantes, Rungis, etc.) ou dans l'Union Européenne.
La marchandise qui quitte le port de La Turballe est estampillé aux normes européennes. Un label fraîcheur est étiqueté sur chaque caisse. Il mentionne la date du jour d'envoi, le nom de l'expéditeur, son numéro d'agrément et le nom du bateau. Les mareyeurs turballais achètent leurs produits essentiellement au port de La Turballe mais ont également la possibilité de se fournir dans d'autres ports de Charente-Maritime, Bretagne ou Normandie.

### Réparation navale

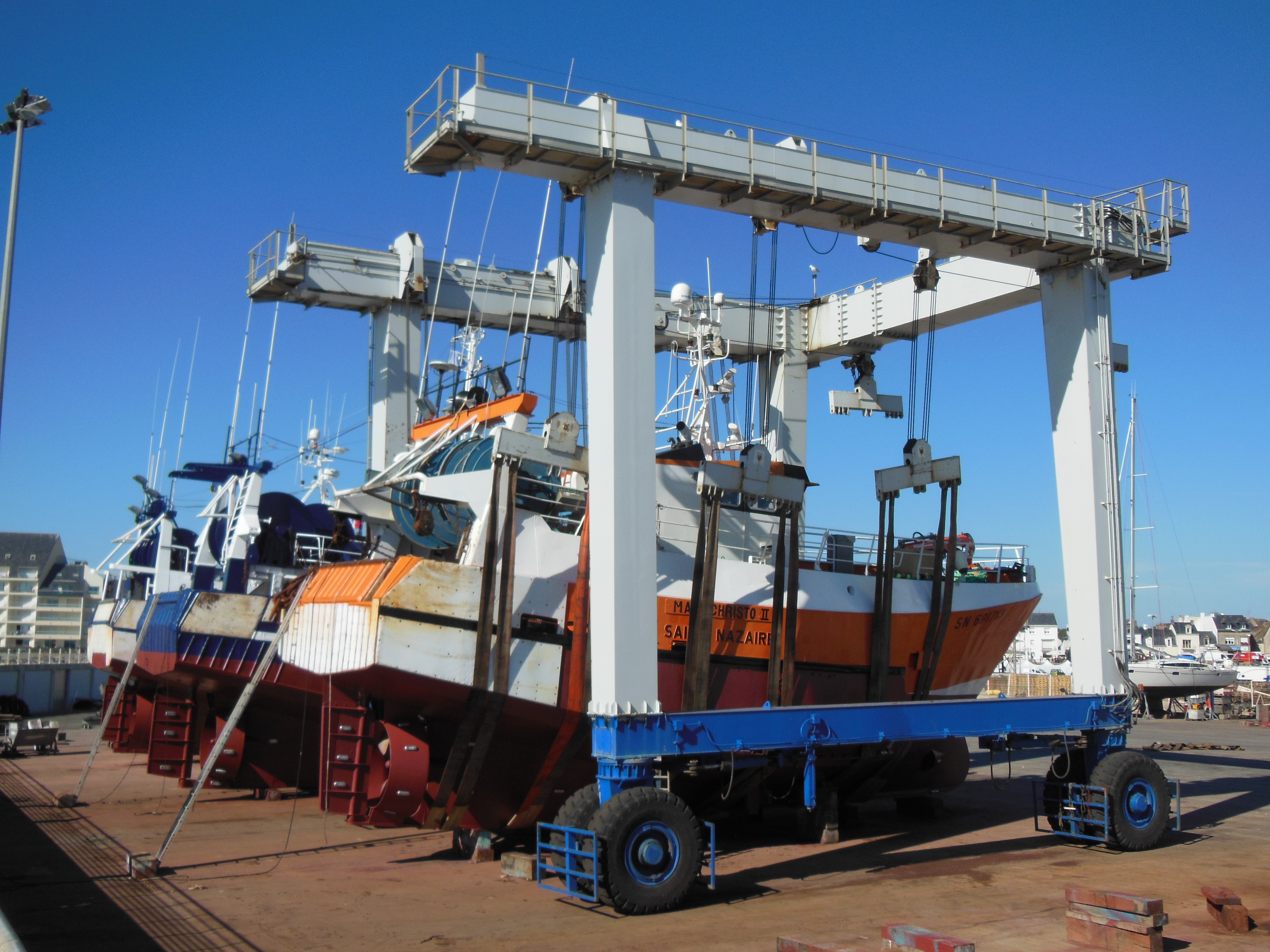
Élévateur automoteur portant des bateaux de pêche

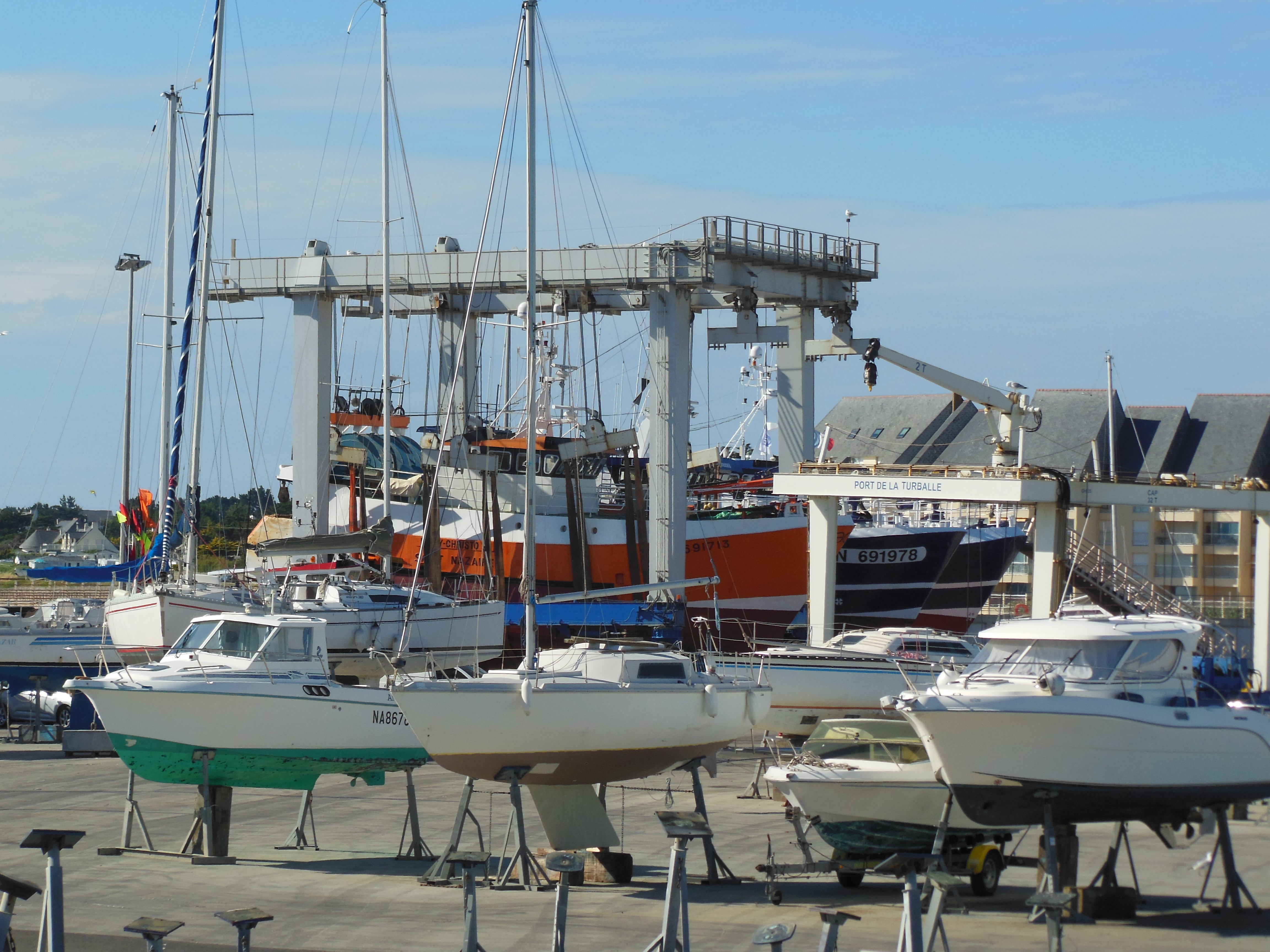
Carénage de bateaux de plaisance

Les opérations de carénage, concernant la peinture ou la maintenance des bateaux de pêche ou de plaisance, ont lieu principalement au cours du mois de mai. Une porte anti-tempête unique en France a été conçue en 1990 et mise en place en 1991 pour protéger le bassin de Garlahy, accueillant les plus gros bateaux de pêche, des entrées de la houle venant du sud-ouest. Ce bouclier sécurise les marins et protège leur outil de travail.
L'élévateur automoteur est en service sur le terre-plein de Garlahy. Il possède quatre roues jumelées dont deux motrices à l'arrière, un moteur hydraulique, et affiche une puissance de levage de 260 tonnes. Grâce à un système de sangles qui ceinture la coque du bateau, l'élévateur positionné au-dessus de la darse effectue des remontées ou mises à l'eau des bateaux et assure le transport sur l'aire de carénage, mise à terre et l'attinage. Sa mise en action nécessite un conducteur dans la cabine de pilotage et un agent à terre pour guider la manœuvre, qui dure de 1 heure à 1h30.

## Historique

### Origines
La pêche à la sardine est une activité traditionnelle dans la rade du Croisic. En 1656, il est fait une première mention d'une barque de pêche au port de La Turballe. En ce milieu du XVIIe siècle, les eaux poissonneuses garantissent, pendant la période de migration des bancs de sardines, des prises régulières et un moyen de subsistance aux quelques familles de pêcheurs établies dans ce qui n'est alors qu'un hameau de quelques foyers à l'extrémité occidentale de Guérande. Mais faute de moyens de conservation et de communication suffisants, les débouchés du produit de la pêche restent dans un premier temps limités à un marché très local.
La première technique de conservation du poisson, dite conservation par la presse, est alors importée du sud de la France. Les sardines sont conservées dans des tonneaux de bois après avoir été lavées, séchées, pressées pour en extraire l'huile, fumées et salées. Cette technique permet de conserver le poisson de sept à huit mois et de l'expédier vers le midi de la France. De nombreuses presses à sardines apparaissent alors sur le littoral breton.
Les choses changent avec l'appertisation, procédé mis au point par le confiseur parisien Nicolas Appert en 1795. Il commercialise des aliments qui, fermés hermétiquement dans des bocaux en verre et chauffés à ébullition, permettent d'être conservés plusieurs années. La boite de conserve métallique est ensuite inventée. Joseph Colin, confiseur à Nantes, est le premier à appliquer ces nouvelles techniques à la sardine en 1810, en les conditionnant à l'échelle artisanale dans de petites boîtes en fer-blanc au couvercle soudé, créant ainsi la sardine à la nantaise.
Son fils Pierre-Joseph Colin se lance quinze ans après dans la production à l'échelle industrielle et fonde en 1825 la première conserverie au monde rue des Salorges, à Nantes. Il a l'idée de ranger les sardines serrées les unes contre les autres dans un bain d'huile, créant ainsi la technique de conserve de sardines à l'huile. Les boîtes sont rondes, en fer-blanc, soudées et serties d'une plaque de cuivre. Le procédé, garantissant une bonne qualité gustative et une longue durée de conservation, rencontre un succès commercial immédiat. Les toutes premières sardines à l'huile en conserve ont donc été conditionnées à Nantes mais pêchées à La Turballe, une première mondiale dont le petit port n'a sans doute pas eu conscience.
À cette époque, les moyens de communication entre le port de La Turballe et Nantes sont rudimentaires, et en l’absence de voie de chemin de fer, Pierre-Joseph Colin fait venir le poisson par diligence suspendue. Afin d'assurer un approvisionnement régulier, supprimer le long trajet qui altère la fraîcheur des produits et répondre à l'accroissement de la demande, le soudeur nantais François Deffés est le premier à s'installer, en 1830, près du port de La Turballe, sur le littoral de Pen-Bron, pendant la saison sardinière, pour fournir l'industrie en boîtes de fer-blanc.

### Essor des conserveries

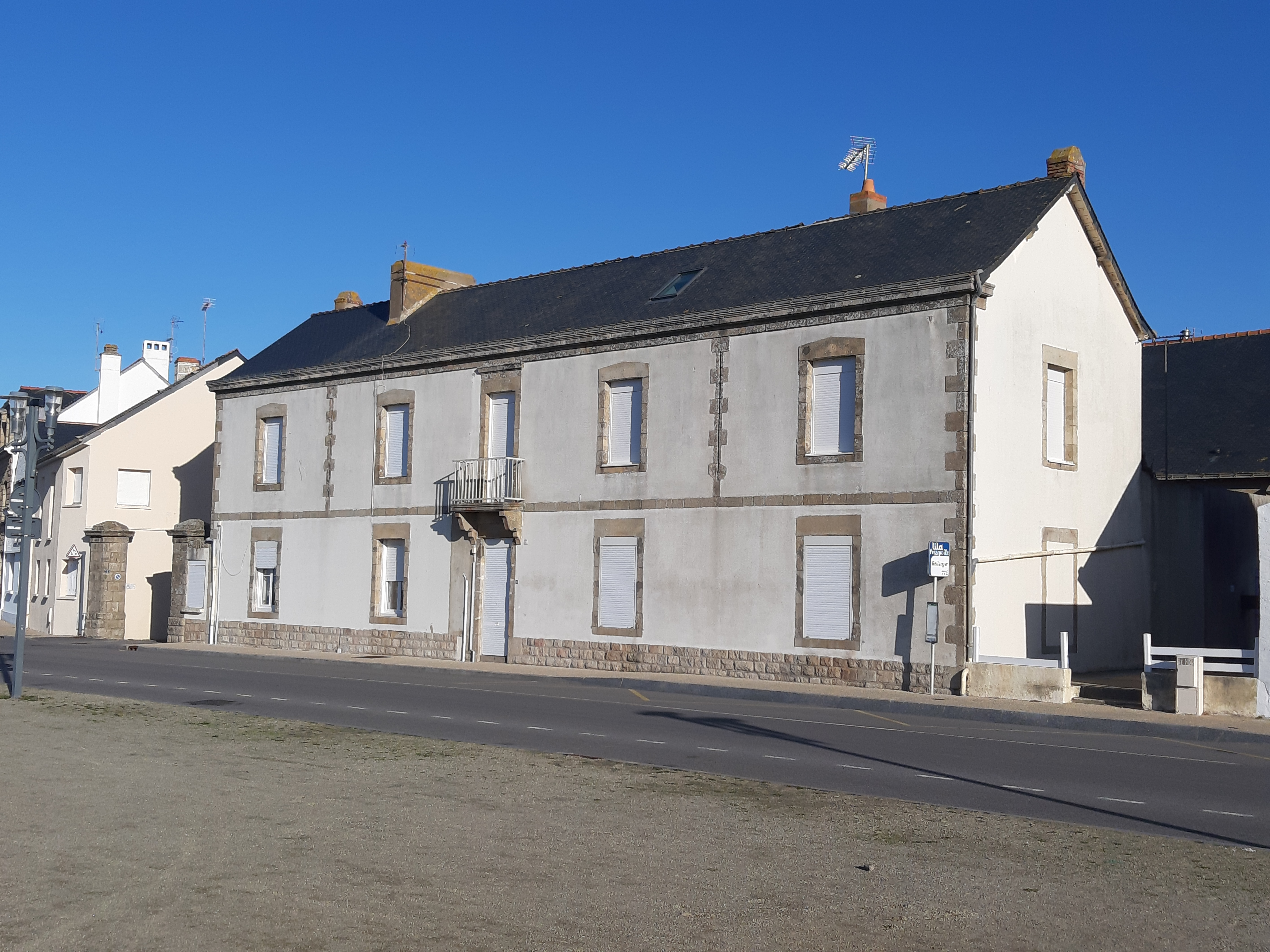
Ancienne usine Boquien-Bardon, située 7 boulevard Bellanger

Si c'est à Nantes que la première conserverie de sardines voit le jour, c'est à La Turballe qu'est installée en 1824 la première conserverie sur un lieu de pêche. Selon les recherches de l'association Au gré des vents, dix-sept conserveries voient le jour à La Turballe mais onze ont pu être localisées exactement, parmi lesquelles : 
- conserverie Deffès (1824-1878) : en 1824, François Deffès, un industriel de Haute-Garonne, a l'idée de mettre les sardines en boîte dès leur débarquement au port. Il fait construire une conserverie à Pen Bron, la première du genre sur un lieu de pêche. À l’époque, la flotte turballaise compte une trentaine de chaloupes sardinières. L'usine Deffès prospère, elle compte 165 ouvriers en 1847 pour une production de 150 000 boîtes[11]. Elle est rachetée en 1857 par Monsieur Barathoux
- conserverie Pellier Frères : deux usines quai Saint-Paul, une en 1841, l'autre en 1878. Devient le premier employeur de la commune à la fin du XIXe siècle. Alfred Pellier est le premier maire de la commune, élu en 1865. Son neveu René Pellier est à son tour maire de La Turballe de 1902 à 1913[12]. Louis Biret rachète l'usine qui prend tour à tour le nom de La Catalane, puis L.A. Price et enfin Conserverie de France. Fermeture en 1960
- conserverie Benoît (1895-1975) : cette usine connaît plusieurs propriétaires (Arsène Saupiquet, Jules Benoît, Pierre Falcone et plusieurs directeurs : Pageault, Lechat, Letourneur). Après avoir travaillé l'anchois, l'usine ferme définitivement en 1975. Elle est remplacée par l'immeuble Le Grand Large[13]
- conserverie Au Gendarme (1942-1976) (actuel centre technique municipal) : dernière usine construite sur la commune, elle fonctionne dès la fin de la deuxième guerre mondiale. Les femmes y travaillent la sardine, le thon, le merlu et parfois l'anchois. Afin de rentabiliser l'usine à l'année, on travaille également du poisson surgelé comme la sardine de Méditerranée ou le thon de Dakar. Au-dessus des garages, un dortoir de quinze places est installé pour loger les saisonnières qui viennent des communes proches de Férel, Camoël ou Herbignac. Plus tard, l'usine est appelée Coopérative des Pêcheurs Turballais.
- usine Gravier (1863-1989) (actuel espace Garlahy) : elle est construite en 1863 par Louis Marie Satre, puis rachetée en 1871 par les frères Gravier, qui l'agrandissent en 1876. Elle passe en 1900 dans les mains de la famille Mallein, qui possède une conserverie de fruits et légumes à Orléans. Les deux usines restent très liées puisque hors saison de pêche, les ouvrières turballaises travaillent ces produits. Elle dispose d'un dortoir permettant de loger les saisonnières. À partir de 1976, elle reste la seule usine de La Turballe et emploie encore 80 personnes. Elle ferme en 1989 à la suite de son rachat par un promoteur immobilier véreux.
- maison et atelier de conserves (1856-1882) : Jean-Baptiste Michel vend sa parcelle en 1882 à l'usine Gravier
- conserverie Goyen (près de la mairie) (1923-1950) : Olivier de Mauduit du Plessis, gérant de l'usine Emile Goyen, installe une conserverie. Il emploie soixante personnes de mai à octobre pour préparer la sardine et le thon. La conserverie ferme peu de temps après la seconde guerre mondiale. Jules-Alexandre Bernard, gérand de l'usine, est élu maire de 1945 à 1957.
- conserverie Simonneau (1856- avant 1879) : fondée par un quincaillier de Guérande
- conserverie Benoît (bis) (1875- ?) : Jules Benoît transforme l'usine d'engrais de Fernand Auvillain, fermée depuis 1864, en une conserverie de sardines et de thon
- conserverie Boquien-Bardon (1901-1945) (près du calvaire au 7 rue Bellanger[n 3]) : Gustave Boquien devient maire de la commune de 1925 à 1927. Durant la seconde guerre mondiale, l'usine cesse de fonctionner.
- conserverie Pierre Chancerelle (Croix de l'Anse) (1939-1941)
- conserverie Louis Susbielle (1863-1895)
- conserverie Lefèvre-Grandmaison (1868-1895)
- conserverie Louis Ogereau (1871-1907)

La liste se complète des conserverie Alexis Thimeau (1873), Eugène Chatelier, Pageot (actuel immeuble Grand Pavois) et du flerblantier François Lecourt (1880). Sardines, thon, merlu et anchois permettent aux usines de proposer un large choix de préparations, à l'huile d'olive ou d'arachide. Tout le littoral de la presqu'île guérandaise s'industrialise  et les conserveries finissent par supplanter les anciennes presses, qui ferment les unes après les autres jusqu'à complètement disparaître en 1855.
Cette industrie gagne progressivement tout le littoral de la Vendée jusqu'au Finistère. À son apogée en 1880, on compte 160 usines en France, dont 132 en Bretagne, quatre au Croisic et plus tard, deux à Piriac et Lerat. En raison des investissements modestes et des marges importantes générées, les conservateurs font rapidement fortune et cette industrie suscite de nombreuses vocations.
Le site de La Turballe est particulièrement attractif pour les industriels venus de Nantes ou du Mans, qui y trouvent une ressource en poissons abondante et des terrains libres à l'extérieur de la ville, que la commune de Guérande, dont La Turballe dépend alors, leur cède à faible prix. La loi impose d'implanter les usines en dehors des bourgs en raison des odeurs, et les réserves foncières de La Turballe sont un atout par rapport à ses voisins du Croisic ou de Piriac-sur-Mer.
Paradoxalement, les conserves sont d'abord distribuées à l'étranger avant de s'adresser au marché national. S'agissant d'un procédé innovant, la sardine en conserve est à cette époque considérée comme un produit de luxe. Elle est donc au début vendue cher, contrairement à la sardine pressée qui résiste encore quelques années. Ce produit de longue conservation intéresse d'abord l'armée et il est largement exporté vers les États-Unis pendant la guerre de Sécession. Dans la seconde moitié du XIXe siècle, il gagne le marché national et des classes populaires grâce au développement du train.

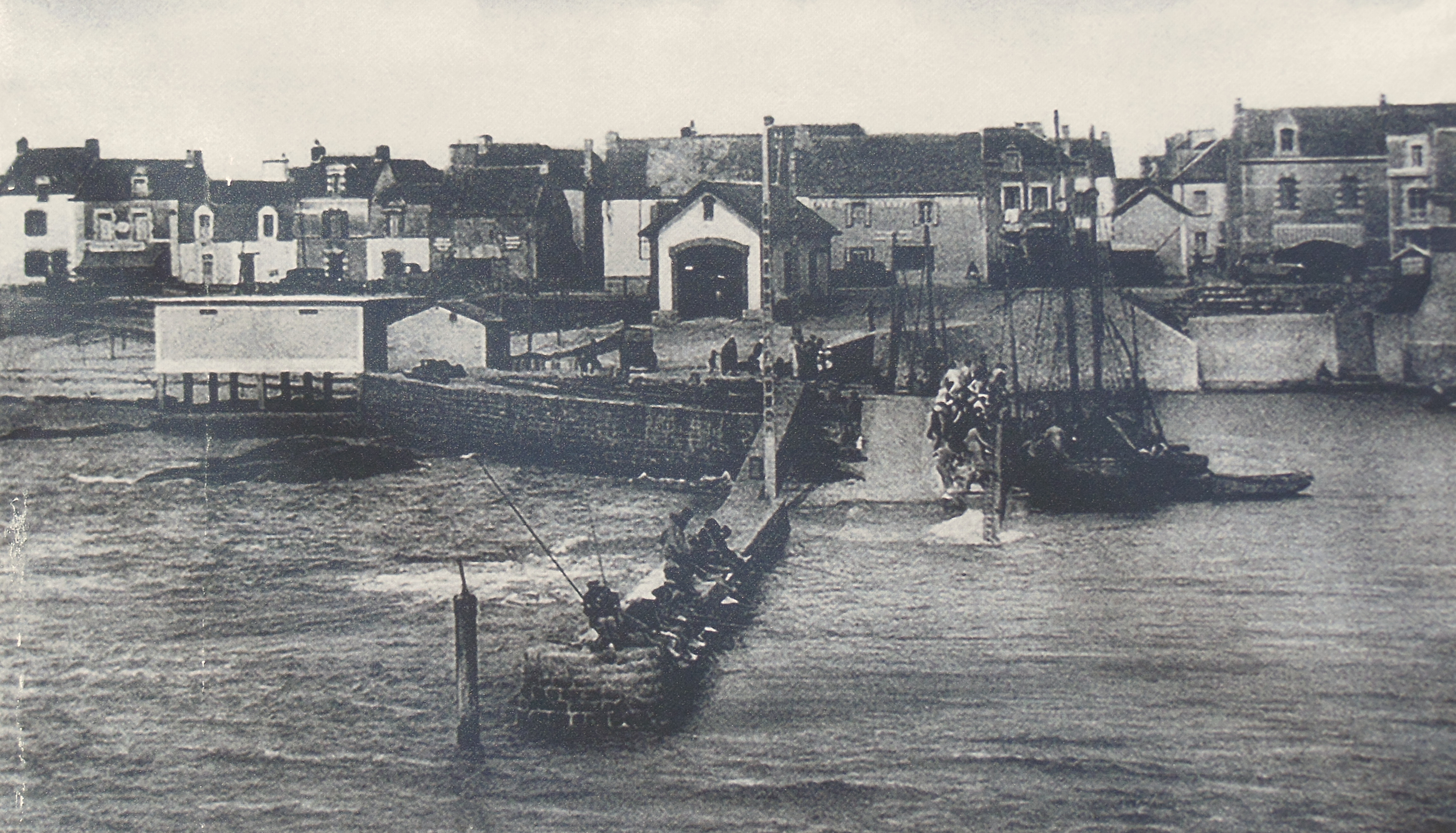
Port de pêche en 1875
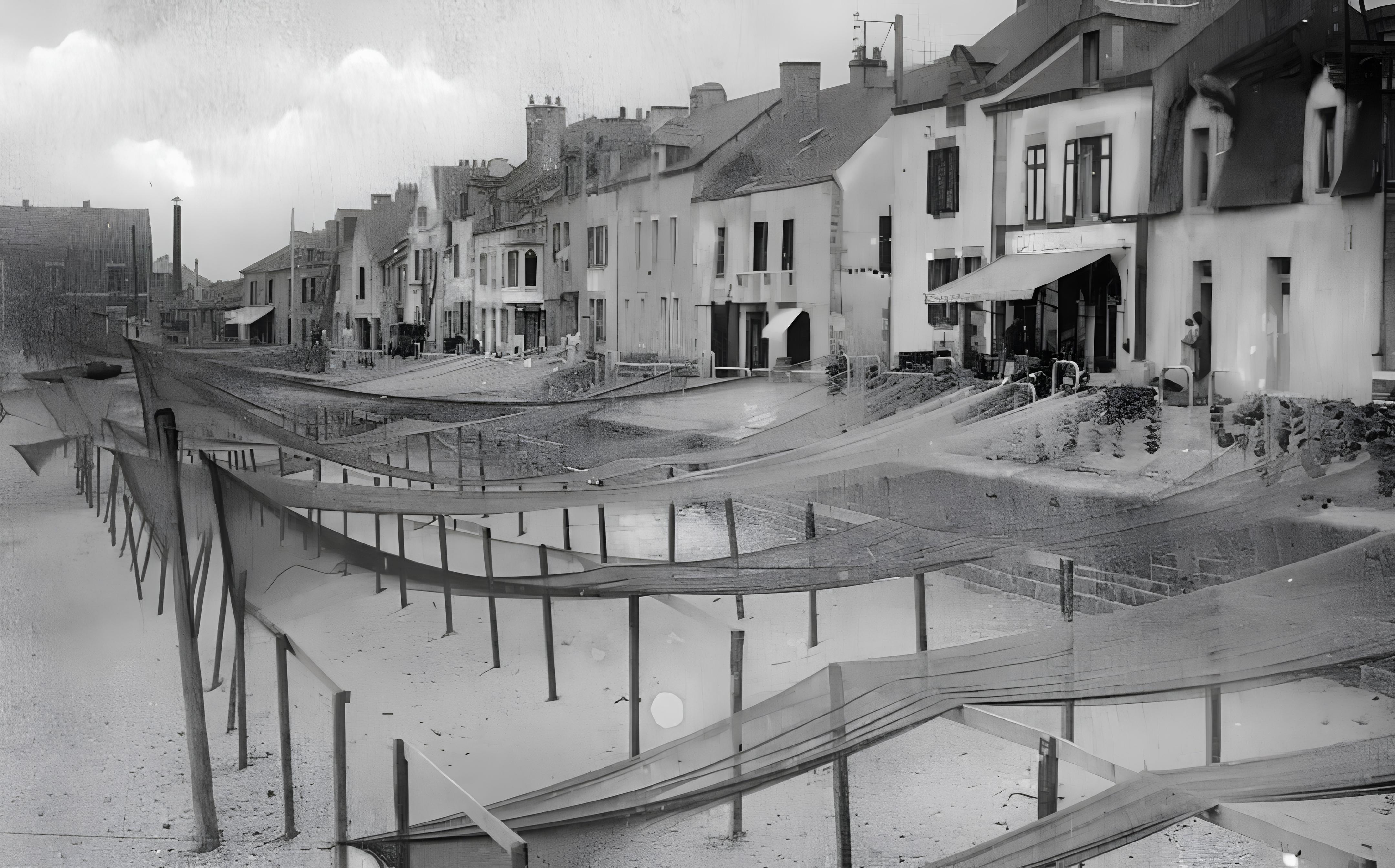
Séchage des filets de pêche au quai Saint-Paul
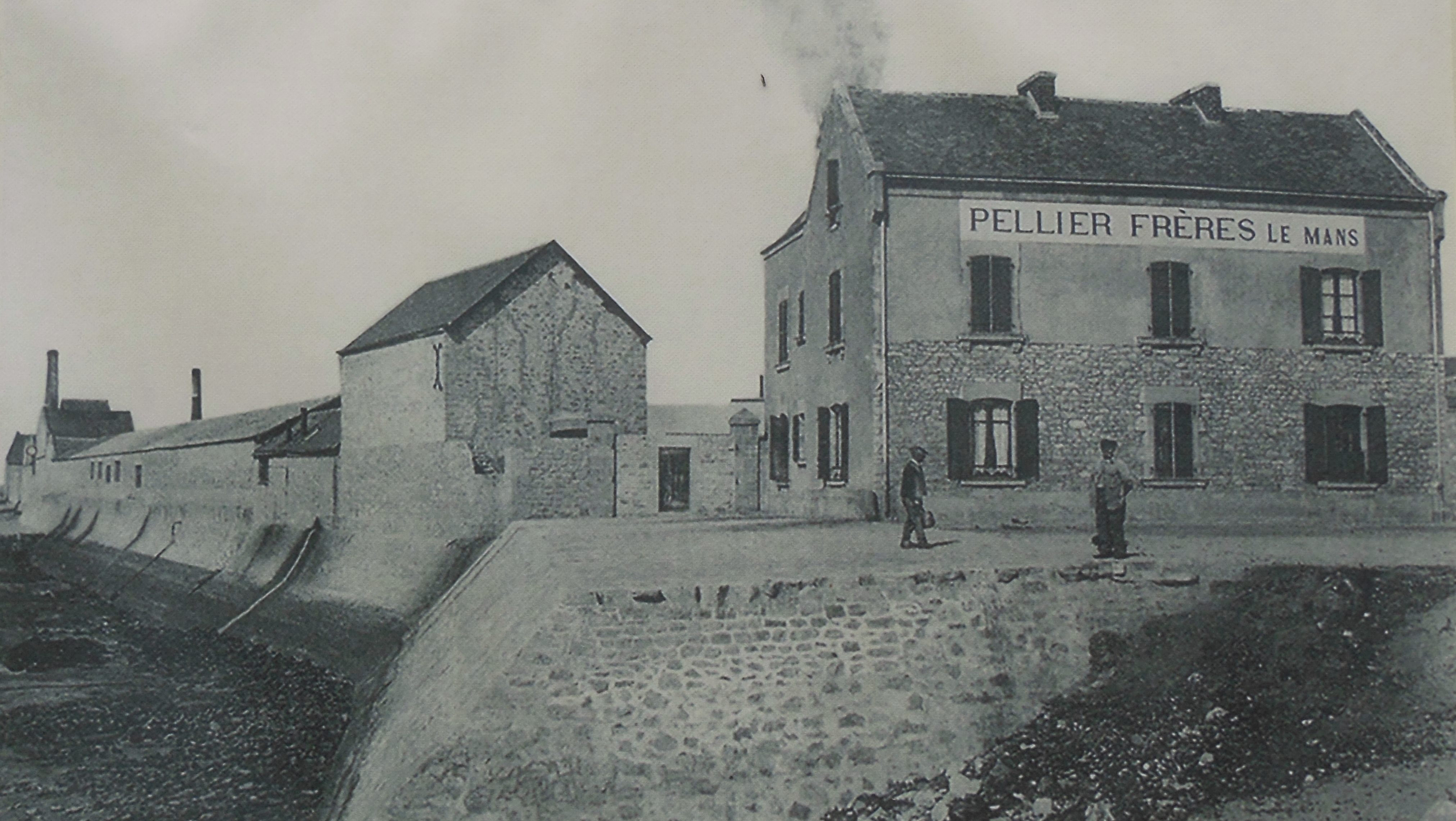
La première usine Pellier Frères (originaires du Mans) en 1875

### Impact économique et social
La main d'œuvre féminine, nombreuse et peu payée, est recherchée pour travailler dans les usines. Seules travaillent les jeunes femmes qui ne sont pas encore mariées ou les veuves. Le travail dans les conserveries est intense : les sardines livrées par les pêcheurs sont lavées à l'eau de mer, emmenées aux salorges pour être couvertes de sel fin, de manière à ne pas endommager la peau. Il faut ensuite les étêter, les étriper, les faire frire dans un bain d'huile, avant de les sécher et les mettre en boîte. La saumure attaque mains et vêtements, il faut se caler sur la saison du poisson bleu sans compter ses heures quand il est là et patienter quand la campagne de pêche est mauvaise, comme c’est le cas en 1900 et 1912.
Le développement des conserveries de sardines met fin aux difficultés séculaires du littoral, toute la population locale profite de l'essor économique et vit au rythme des campagnes de pêche, les hommes sur les bateaux et les femmes comme ouvrières dans les conserveries. Tous les jeunes hommes peuvent devenir pêcheur facilement, moyennant une simple visite médicale au Service Maritime. Ils entrent comme mousse à 14 ans, sont promus matelot à 18 ans et certains deviennent patron-pêcheur après avoir racheté un bateau, parfois celui de leur père. Les débouchés du produit de la pêche sont assurés par l'industrie de la conserverie, qui rémunère bien pour capter la production. Chaque chaloupe de pêche est montée par 5 hommes et un mousse .
Le dynamisme économique de la zone côtière, stimulé par l'industrie de la sardine et le tourisme naissant, se répercute sur le rapport traditionnel avec la cité médiévale de Guérande. La Turballe, qui n'est à l'origine qu'un hameau de quelques feux à l'extrémité littorale de Guérande, supplante le quartier historique de Trescalan et se transforme en petite ville champignon avant d'être érigé le 17 mai 1865 en commune indépendante par partition du territoire guérandais.
L'année 1880 marque l'apogée de l'industrie de la sardine à La Turballe. De 57 chaloupes attachées au port en 1857, on en dénombre 127 en 1877 et selon une enquête menée par l'ingénieur des ponts et chaussées Bonamy en 1879, 3 millions de boîtes sont produites annuellement par l'ensemble des usines, ce qui représente la capture de 50 à 70 millions de sardines pour le seul port de La Turballe. La première criée est bâtie en 1886 par Auguste Sigogne à ses propres frais.
À cette époque, chaque bateau de pêche, dit « chaloupe », est muni du 12 à 15 mètres de filets de mailles différentes, permettant la capture des sardines appâtées par la rogue ou de la farine d'arachides. Jusque dans les années 1950, les filets sont en coton, qu'il faut laver au tanin et parfois amener en charrette jusque sur les dunes de la Falaise à Pen Bron pour les faire sécher. Les patrons pêcheurs paient alors une redevance annuelle pour l'occupation de cette partie du domaine maritime. Débarquées au port, les sardines sont quant à elles réparties dans des paniers d'osiers fabriqués dans les villages des alentours, le plus souvent sur la cale de Pleine Main où les acheteurs les attendent.

### Infrastructures développées
Le développement des infrastructures accompagne et stimule la croissance économique de La Turballe à partir des années 1830.
Transport routier
Vers 1838, un chemin de grande communication relie le village de La Turballe à la commune de Guérande, distante de 7 km dont il dépend alors, offrant des débouchés à ses produits à l'intérieur du pays. Ce même chemin met La Turballe en relation avec Piriac, autre port de pêche distant de 5 km. Une autre route, dite route salicole, est construite par l'État en 1871 pour relier La Turballe par les marais salants au Pouliguen (13 km), Batz-sur-Mer (12 km) et Le Croisic (15 km) .
Ouvrages portuaires

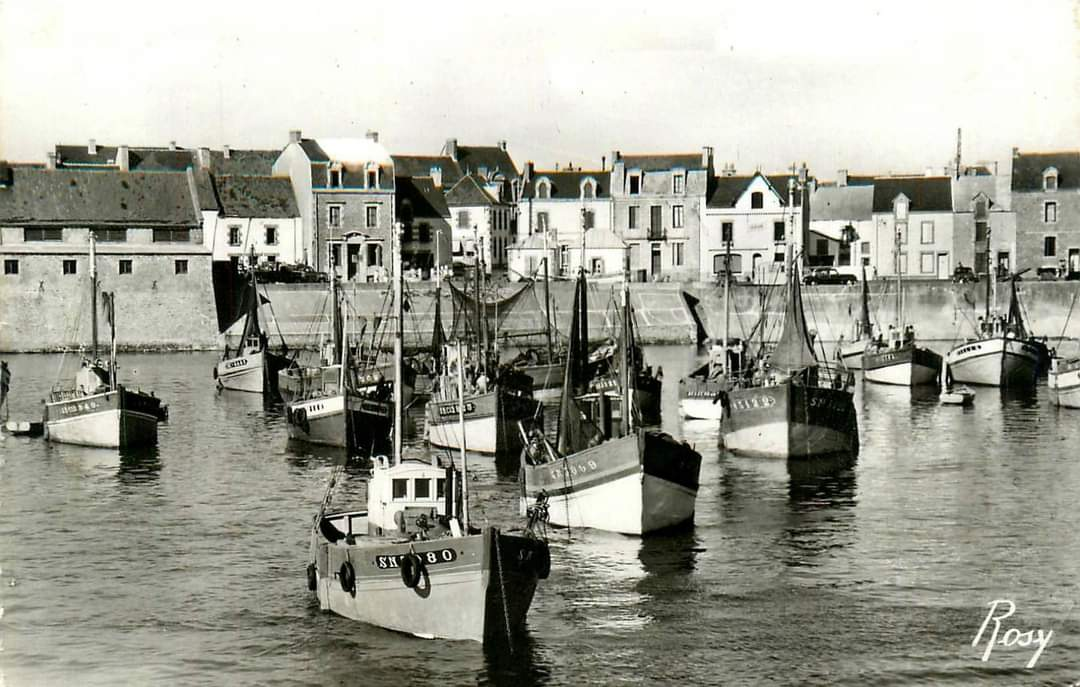
Carte postale ancienne du port de La Turballe au début du XXe siècle

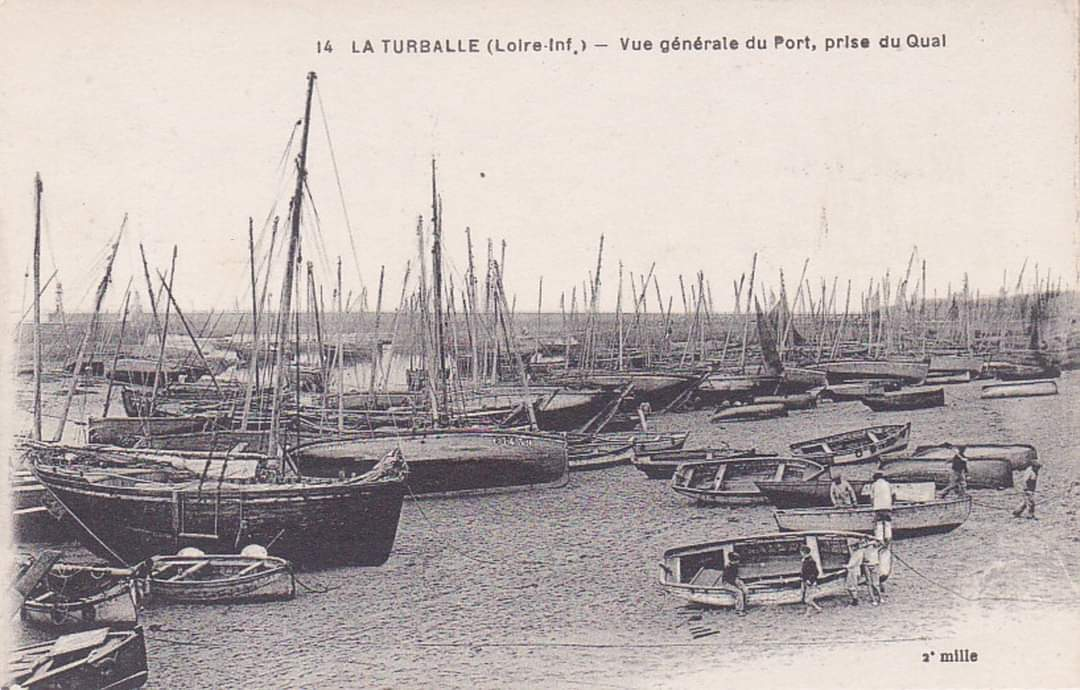
Carte postale ancienne du port d'échouage

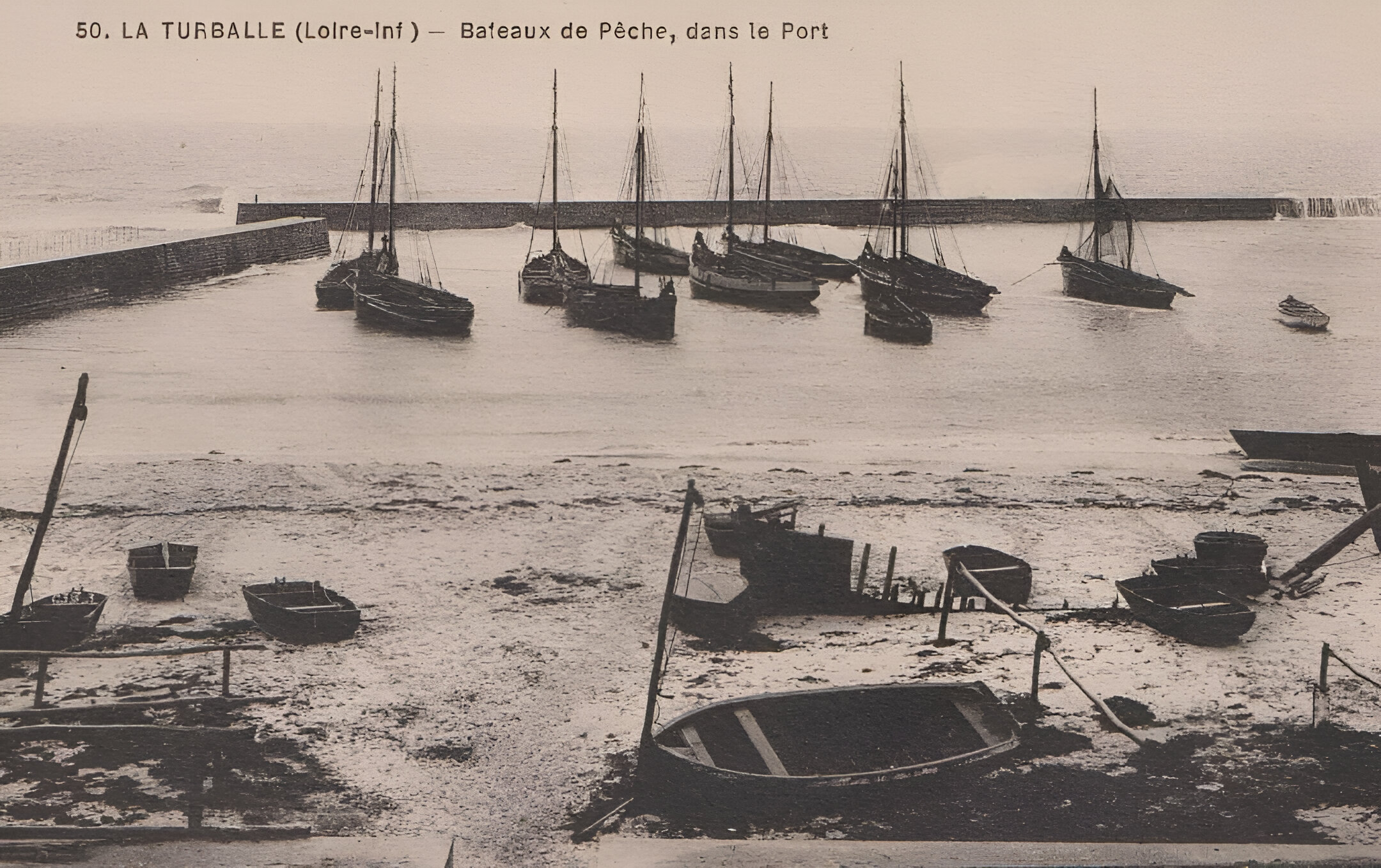
Carte postale ancienne de bateaux sur la grève et du brise-lames

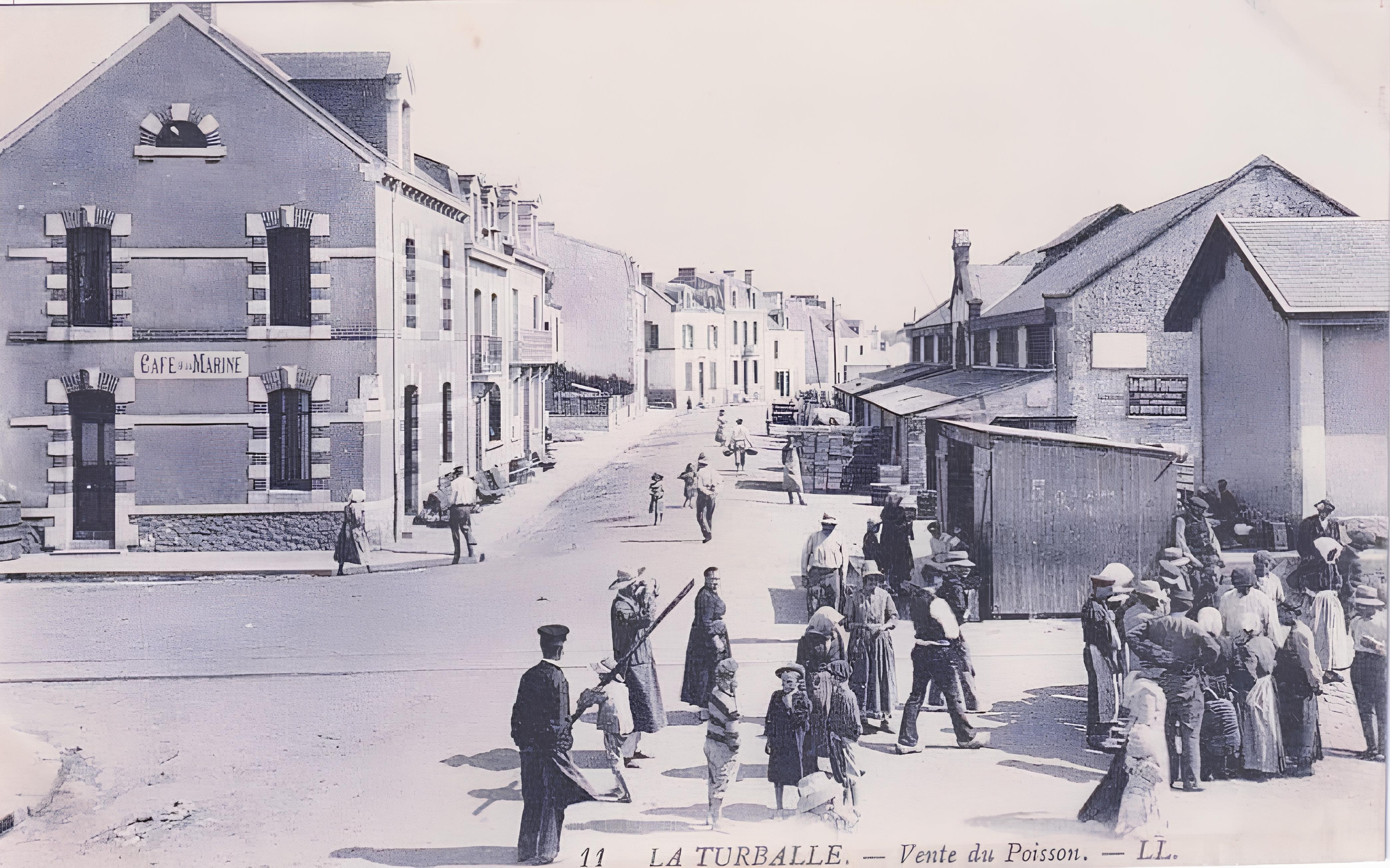
Vente de poisson près du port

Jusqu'à 1857, aucun ouvrage portuaire n'existe. Ce que l'on nomme alors « port » (porzh en breton) est un ensemble de criques, petites plages abritées par des rochers, utilisées comme ports d'échouage qui portent le nom de port plat, port Garlahy et grand port.
Le premier ouvrage, édifié de 1857 à 1862, est un brise-lames sur le rocher du Tourlandroux, d'après le projet des ingénieurs Jegou et Cheguillaume approuvé par décision ministérielle (un premier projet datant de 1838 proposé par les ingénieurs Plantier et Cabrol avait été rejeté). Mais le port s'ensable considérablement et il est reconnu d'utilité publique en 1869 de bâtir un épi sur le rocher des Brebis. La digue des Brebis (jetée sud) est ainsi aménagée en 1872 (elle sera élargie en 1989 pour accéder au terre-plein de 21 000 m2 édifié la même année comprenant un parking et un espace réservé au matériel de pêche). La maison abritant le canot de sauvetage est construite entre 1874 et 1875. Cette même année, une cale est aménagée près de la jonchère de Pleine Main. En 1882, les premiers feux d'alignement du port sont mis en place. La jetée de Garlahy, longue de 105 m, est bâtie entre 1890 et 1894 sur les rochers de Coëlgny. Le phare de Garlahy entre en service le 15 septembre 1894. La jetée de Garlahy sera prolongée par phases successives, en 1956, 1975 et 1979. Toujours en 1894, une estacade édifiée par le charpentier Prudent Michel relie le quai à la jetée de Garlahy. La première criée, dénomme Poissonnerie, sort de terre en 1895. En 1928, la passe sud est fermée et en 1938, la cale Marino est créée. En 1958, 800 tétrapodes sont installés devant le Tourlandroux afin de briser les vagues. En décembre 1970, l'ancienne criée (dire la Poissonnerie) est détruite et la criée actuelle est inaugurée. La première aire de carénage est aménagée entre 1878 et 1979. Les quais du bassin de Garlahy et la nouvelle aire de carénage sont agencés en 1984.
En tout, 20 000 m2 ont été gagnés sur la mer.
De nos jours, le bassin en eaux profondes de Garlahy, occupe une surface de 11 500 m2 et offre 270 m de quais. Il est protégé par une porte brise-lame mise en place entre 1990 et 1991 et devenue inutile avec les travaux d'aménagement de 2021-2022 agrandissant l'emprise du port. De l'autre côté de la criée, le vieux port de 12 000 m2 est aménagé avec un creusement en eaux profondes en 1989 et la mise en place de 200 m de pontons.
Transport ferroviaire
En 1906, la Compagnie des chemins de fer morbihannais crée une voie reliant Herbignac à Guérande. Le train circule deux fois par jour, dans les deux sens. Il permet de transporter conserves de poissons, coquillages, sel ou pierres. La liaison perdure jusqu'en 1947.

### Fin des conserveries
Au fil du temps, les crises frappent de plus en plus durement la population maritime. Du fait de la mono-activité et des difficultés de communication, La Turballe en ressent les effets plus durement que Le Croisic. La nécessité d'une diversification économique et d'un élargissement des types de pêche apparaît comme le meilleur remède à la crise.
La crise frappe dès 1881, année au cours de laquelle la sardine déserte le littoral. Pour éviter la pénurie qui menace et en attendant un retour « à la normale », les industriels de la presqu'île délocalisent une part de leur activité au Portugal, où la sardine, en amont de sa migration, abonde et où la main d'œuvre est quatre fois moins chère. La France perd ainsi le monopole mondial de la production des sardines à l'huile, qui se concentrait essentiellement dans les départements du Finistère, Morbihan et Loire-Inférieure. Certains établissements tentent de se diversifier leur production dans le thon et les légumes. Quand la sardine revient, il est déjà trop tard. Espagnols et Portugais se sont lancés entretemps dans la production sardinière et sont devenus de redoutables concurrents, avec des produits bien meilleur marché.
Les conservateurs tentent de résister en améliorant leur produit pour contrer la concurrence nouvelle. Ils travaillent le design de leurs boîtes et développent la publicité. Mais ils cherchent avant tout à préserver leurs marges en diminuant les coûts de production. Les soudeurs sont remplacés par des machines à sertir. Deux établissements ferment à La Turballe avant 1914, les autres résistent mais perdent de leur aisance financière et n'investissent plus. L'une des conserveries Pellier brûle en 1891 et n'est pas reconstruite, l'autre ferme ses portes dans les années 1950. Le déclin s'amorce durablement, la crise s'installe, la population décline, les métiers du bâtiment connaissent un coup d'arrêt. La municipalité, démoralisée, refuse de voter les crédits de réfection de la criée endommagée par une tempête en 1912.
L'entre-deux-guerres ne rend pas plus sûr l'avenir des conserveries. D'importantes crises sociales apparaissent, accompagnées de grèves parfois violentes : dans les années 1920 notamment, la grève des sardinières partie de Douarnenez  paralyse les conserveries bretonnes. Les Penn Sardin lancent une grève particulièrement dure permettant de réduire l'écart entre le salaire des hommes et celui des femmes. Celles-ci passent de 16 sous de l'heure à 25 et y gagnent la majoration des heures supplémentaires et de nuit qui n'étaient jusqu'ici pas prises en compte. En contrepartie, les patrons de conserveries baissent le prix d'achat du poisson auprès des marins-pêcheurs.
Les deux guerres mondiales désorganisent un peu plus la production. Innovant dans les méthodes de transport et soucieux d'améliorer la situation précaire des familles de pêcheurs, le Syndicat d’Initiative de La Turballe et la Compagnie Nantaise de Navigation Aérienne ont l'idée de faire profiter les parisiens de sardines fraîches en les faisant voyager par avion. La ligne, reliant en deux heures La Turballe au Bourget, est lancée le 1er août 1935. Les sardines sont vendues quatre heures plus tard par les marchandes des quatre-saisons dans le centre de Paris, à l'heure de la sortie des usines ou des bureaux. Il s'agit du premier fret aérien commercial du département de la Loire-Atlantique. L'avion est piloté par René Marchesseau. Le succès est immédiat, les Parisiens ayant désormais la possibilité de savourer la pêche du jour, privilège réservé jusque-là au voisinage des ports de pêche. Dès le 25 août, trois avions assurent la liaison avec Paris, destination à laquelle s'ajoute Le Mans. La ligne aérienne reprend au printemps 1936 ses expéditions avec cinq appareils vers Paris et de nombreuses villes de province. Malgré ce succès, le déclin est soudain et le trafic cesse dès la fin de l'année 1936 en raison d'une grève du pétrole et de la concurrence du transport routier frigorifique. La situation continue de se dégrader peu à peu, l'outil industriel vieillit, les profits des conserveries sont trop faibles pour permettre de financer les investissements nécessaires. Les techniques de conservation par le froid portent le coup de grâce de cette industrie qui avait façonné de nombreux ports du littoral de l'Ouest de la France.

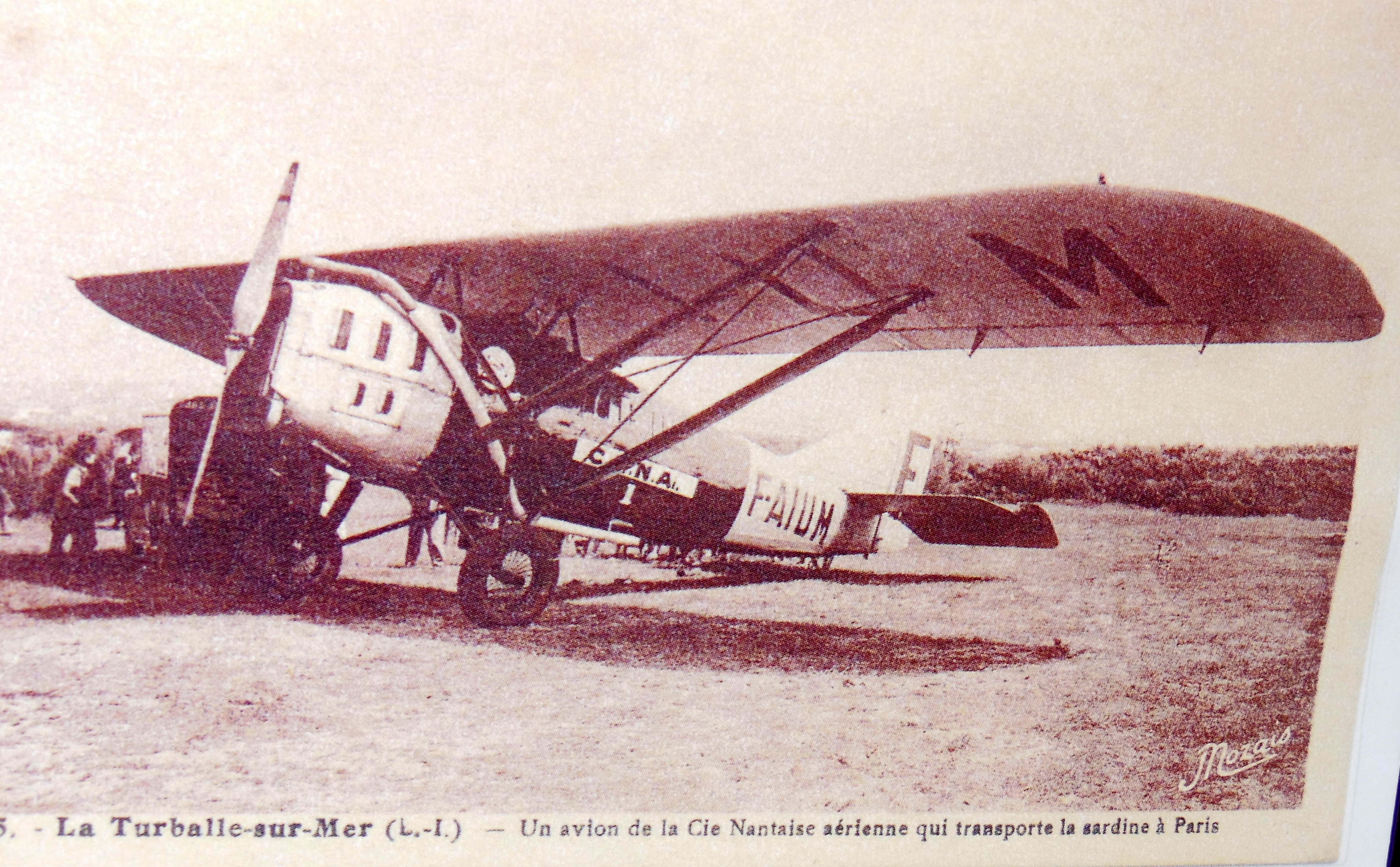
Liaison aérienne La Turballe - Paris, fret de sardines, 1935

En 1975, l'usine Aimé Gravier est la dernière qui reste à La Turballe. Elle cesse son activité en 1987 et ferme définitivement en 1989, tournant la page des conserveries dans la presqu'île.

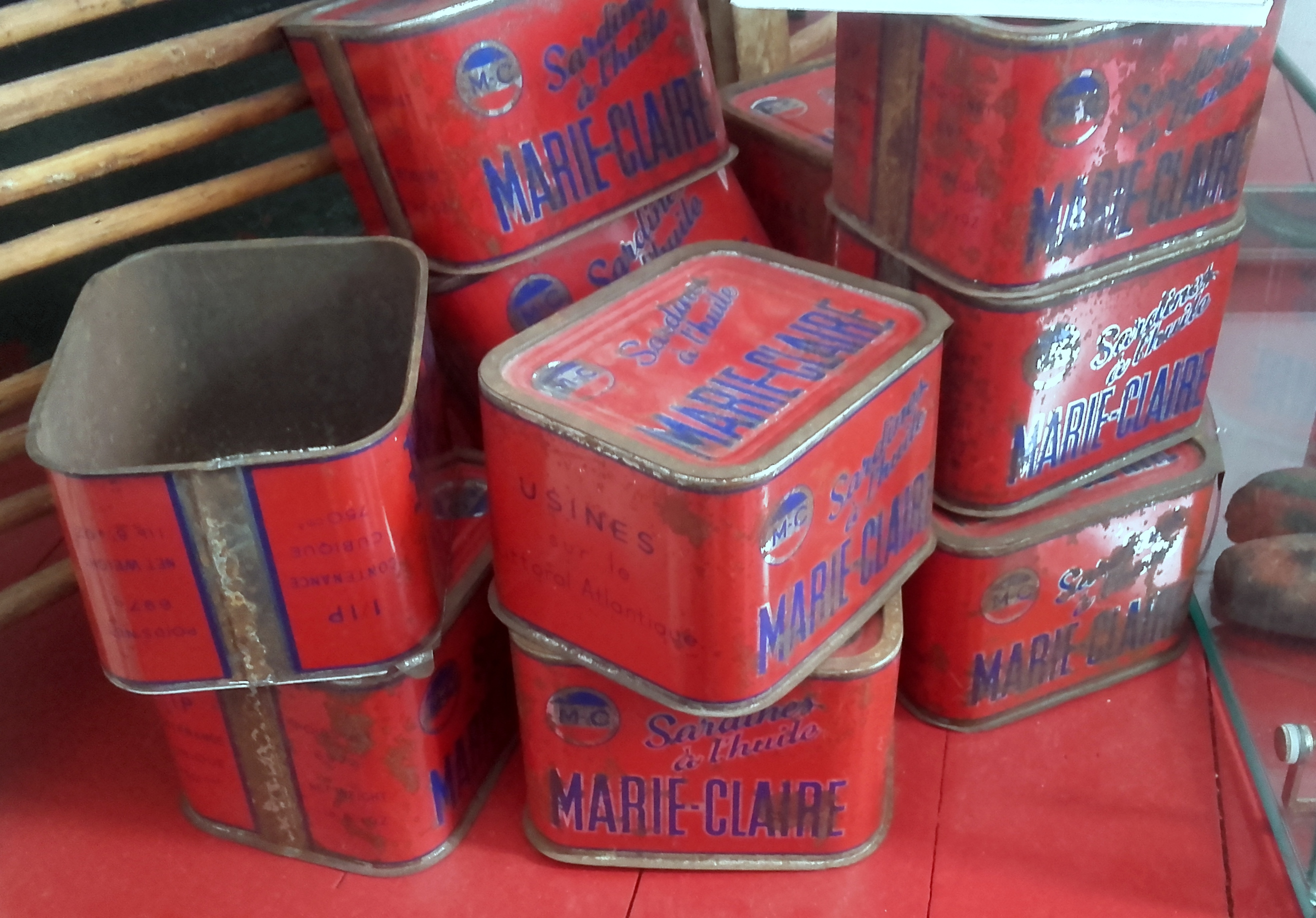
Boîtes de sardines Marie-Claire, produites à La Turballe, à destination de l'armée. Elles étaient remplies à la conserverie « Au Gendarme ». Elles pouvaient contenir 1 kg de sardines, disposées sur 5 ou 6 rangées de hauteur (musée « Maison de la Pêche »)
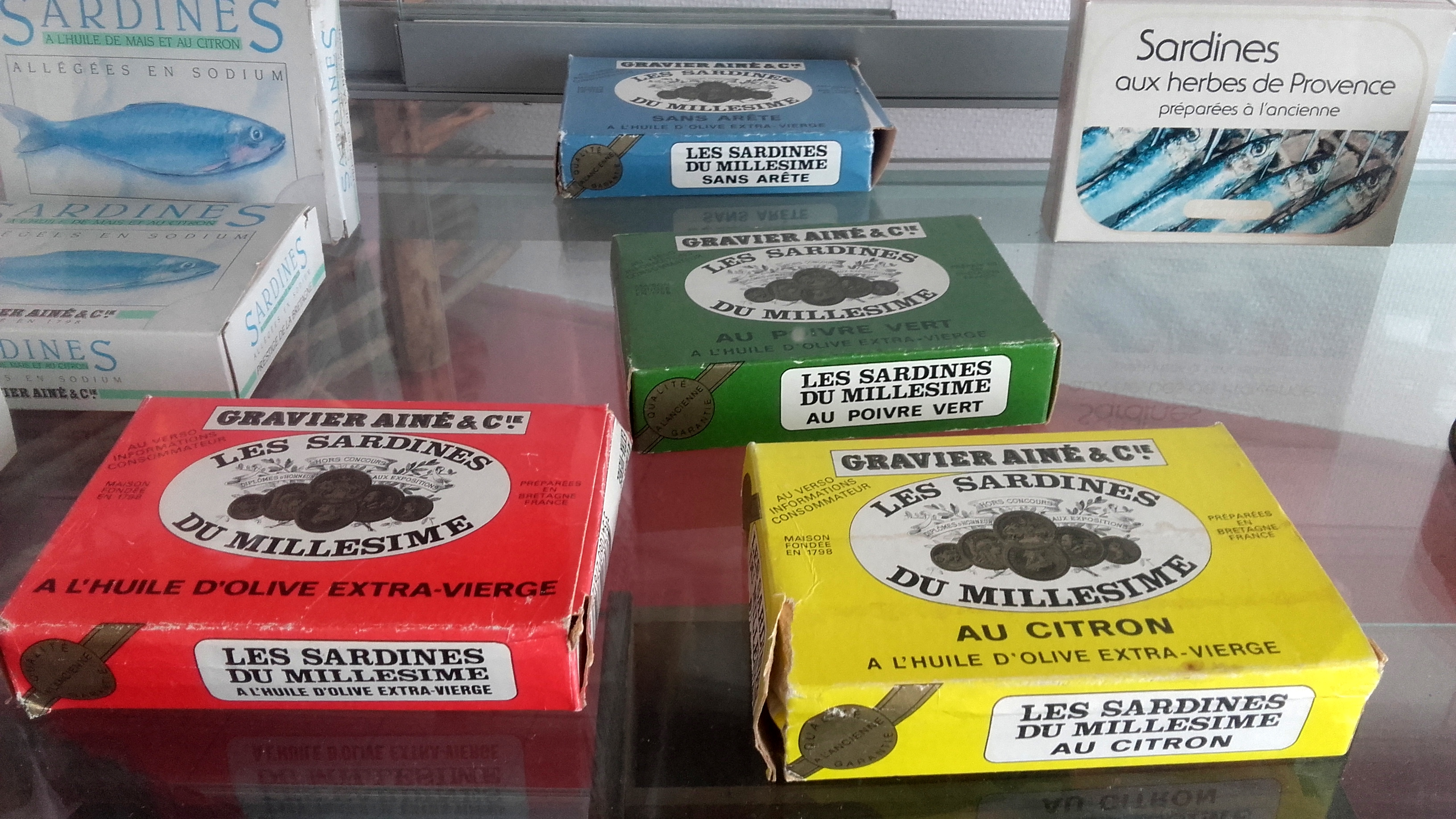
Boîtes de sardines Gravier (musée « Maison de la Pêche »)
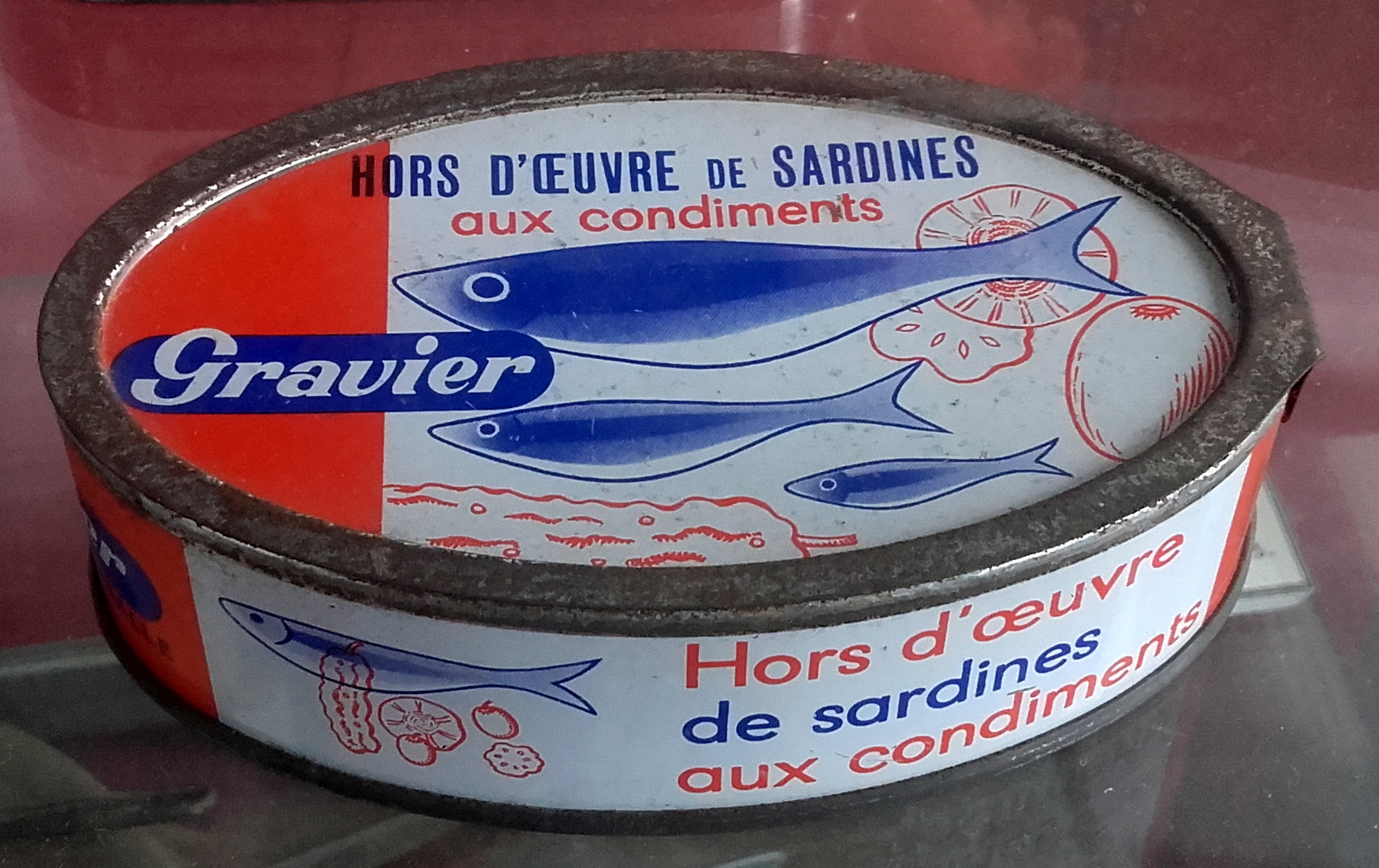
Boîte de sardines Gravier (musée « Maison de la Pêche »)

### Ancienne criée

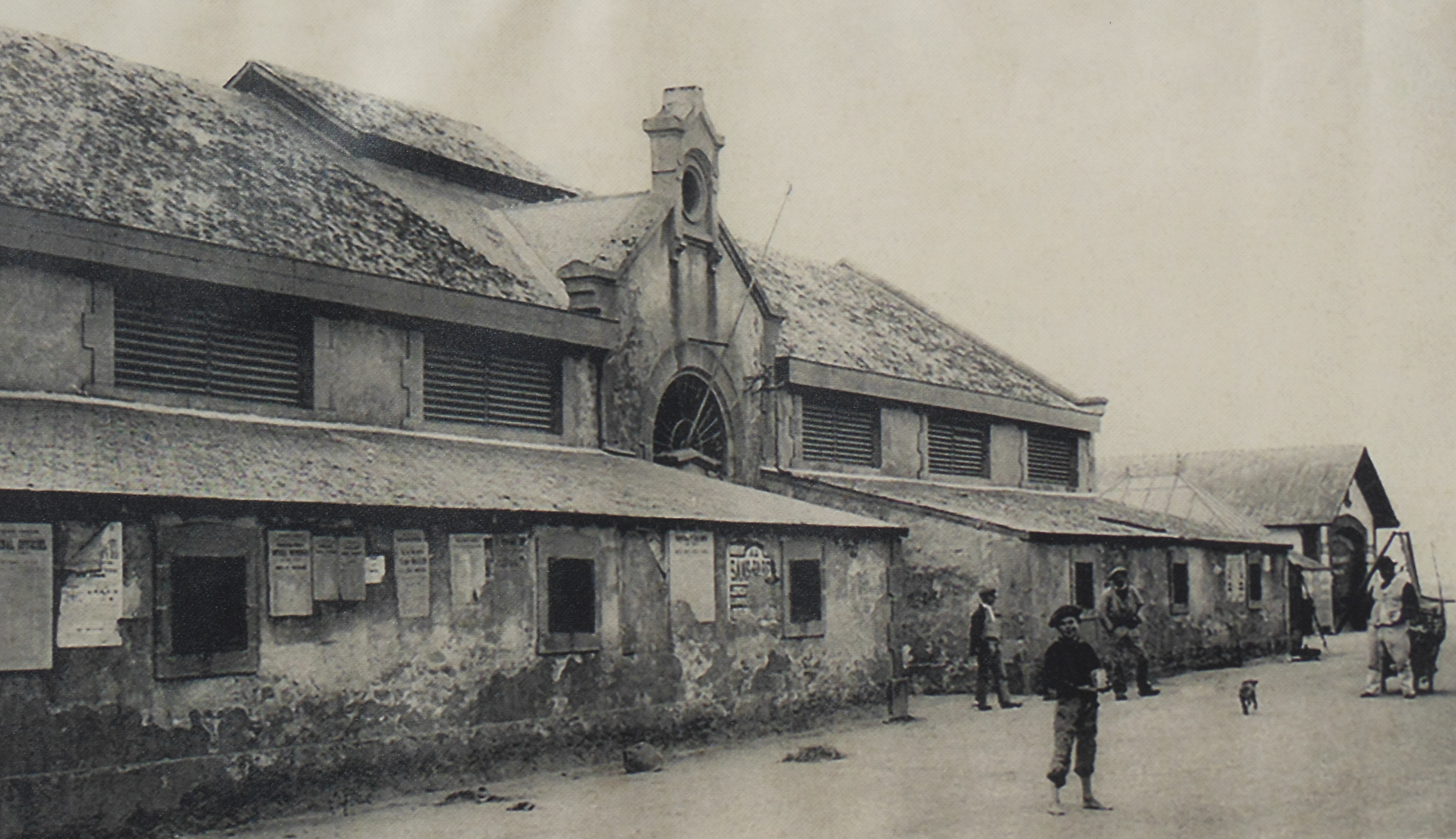
Ancienne criée de La Turballe, 1895

En 1871, la commune crée un terre-plein de mouillage pour faciliter le débarquement du poisson puis en 1893, une jetée de 105 mètres est achevée afin de protéger la flottille de pêche. En 1884, le Conseil Municipal décide la création d'une criée et prie le Préfet de lui faire obtenir la concession du terrain domanial qu'occupera cette criée. Celle-ci sera appelée « poissonnerie ». C'est un monsieur Sigogne, expéditeur de marée aux Sables-d'Olonne, qui construira l'édifice à ses frais. Il en aura l'exploitation pendant 15 ans et paiera à la commune un prix ferme de 1400 francs. Le fonctionnement de la criée est régi par un règlement en date du 7 décembre 1895. Ce règlement, rédigé sous l'autorité du maire, précise les raisons pour lesquelles le poisson doit transiter par la criée afin d'être contrôlé. Cet arrêté comporte 33 articles qui détaillent le mode de fonctionnement du site (heures d'ouverture, conditions de stockage, de vente et d'enlèvement du poisson entre autres). C'est la cloche, placée à l'entrée de la criée, qui sonne dix minutes avant le commencement de la vente, puis deux autres fois quand commence la vente. Cette cloche est toujours visible dans la Maison de la Pêche.
Un arrêté municipal oblige à cette époque les pêcheurs turballais à apporter tout leur poisson à la criée. En 1895, cette obligation est supprimée et les Sigogne s'estiment lésés puisque certains pêcheurs ne paient plus leur droit de place. Ils se retournent donc contre la commune et après de nombreux démêlés judiciaires, les clés et les comptes de gestion sont remis à la commune contre une somme de 30 000 francs. C'est ainsi qu'en 1906, la commune devient l'exploitant direct de la criée.
Une succession de saisons catastrophiques pour la pêche à la sardine en 1900 et 1912 met en péril toute la filière. Les conserveries sont menacées de fermeture et les familles acculées à la misère. La commune est endettée à hauteur de 40 000 francs. À l'étranger, Espagnols et Portugais augmentent leur production. En 1910, l'exploitation de la criée est confiée à Monsieur Michel. Dix exploitants se succèdent jusqu'en 1951. En 1912 se produit un éboulement de la criée qui n'est réparé qu'en 1914. La première guerre mondiale est une période creuse car les hommes valides sont mobilisés. La pêche continue avec moins de bateaux et des équipages réduits. Au cours des années suivantes, la criée est souvent endommagée par les assauts de la mer et un mur de soutènement s'étendant sur la longueur de la façade ouest est construit en 1931.
La criée subit alors une lente dégradation. Des problèmes de fonctionnement apparaissent aussi, notamment par une vente de poisson parallèle qui menace le fonctionnement de la criée. En 1951, on constate la vétusté des bâtiments qui nécessite des travaux urgents. La municipalité envisage également l'exploitation de la criée en régie municipale et c'est chose faite en 1951. Des travaux sont effectués mais le conseil municipal décide, le 9 juillet 1966, de procéder à la construction d'une halle à marée. La dépense est estimée à 150 000 francs. En décembre 1970, l'ancienne criée, vieille de 85 ans, est démolie.

## Mutations économiques récentes

### Évolutions de la pêche
La ville portuaire née de ces conserveries reprend néanmoins son expansion. La pêche à la sardine prospère pendant la période allant de 1960 à 1975. Principale activité économique de la commune alors, elle fait vivre marins et conserveries. La Turballe compte à cette époque environ 25 sardiniers employant une quinzaine de personnes à bord en période estivale. Vers le milieu des années 1970, l'anchois supplante la sardine et l'outil de travail évolue : la bolinche est remplacée par le chalut pélagique en 1975, une technique portant la taille des filets de 26 mètres de large à 250 mètres et ne raclant pas le fond marin. Grâce à cette méthode de pêche, un coup de filet heureux pouvait rapporter l'équivalent d'une semaine de salaire.
Le port se dote d'équipements neufs dans le courant des années 1970, notamment des bassins en eau profonde et de vastes quais. En 1977 est créé le Groupement des Pêcheurs Artisans Turballais (GPAT) par Jean-Pierre Raphalen. Il s'agit d'une association de gestion et de comptabilité des bateaux attachés au port, qui sont autant d'entreprises, et assure notamment les taches d'établissement des feuilles de paie, de versement des salaires par quinzaine, de comptabilité générale, de bilan des armateurs, de rédaction des contrats de travail, de déclarations de revenus, de déclarations d'embarquement et de débarquement, etc. Grâce aux nouvelles technologies de la conservation sous froid, le poisson frais peut être distribué partout en France. Le port de La Turballe se tourne ainsi vers les produits frais avec la pêche hauturière et côtière. La vie des pêcheurs s'est transformée non sans difficulté à partir de 2005 : dix-sept bateaux sont retirés de la flotte turballaise faisant perdre cent marins d'un coup. Les quotas européens sur les quantités de poisson pêchés freinent les ambitions, obligeant les artisans de la mer à diversifier le produit de leur pêche.

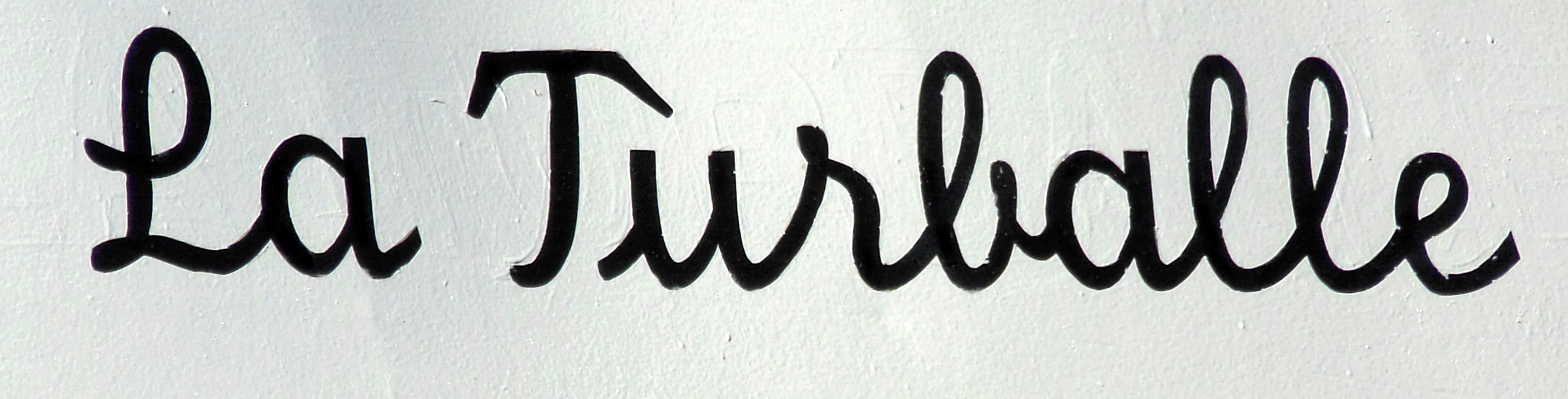
Inscription sur la coque d'un bateau de pêche attaché au port de La Turballe

### Tourisme et plaisance

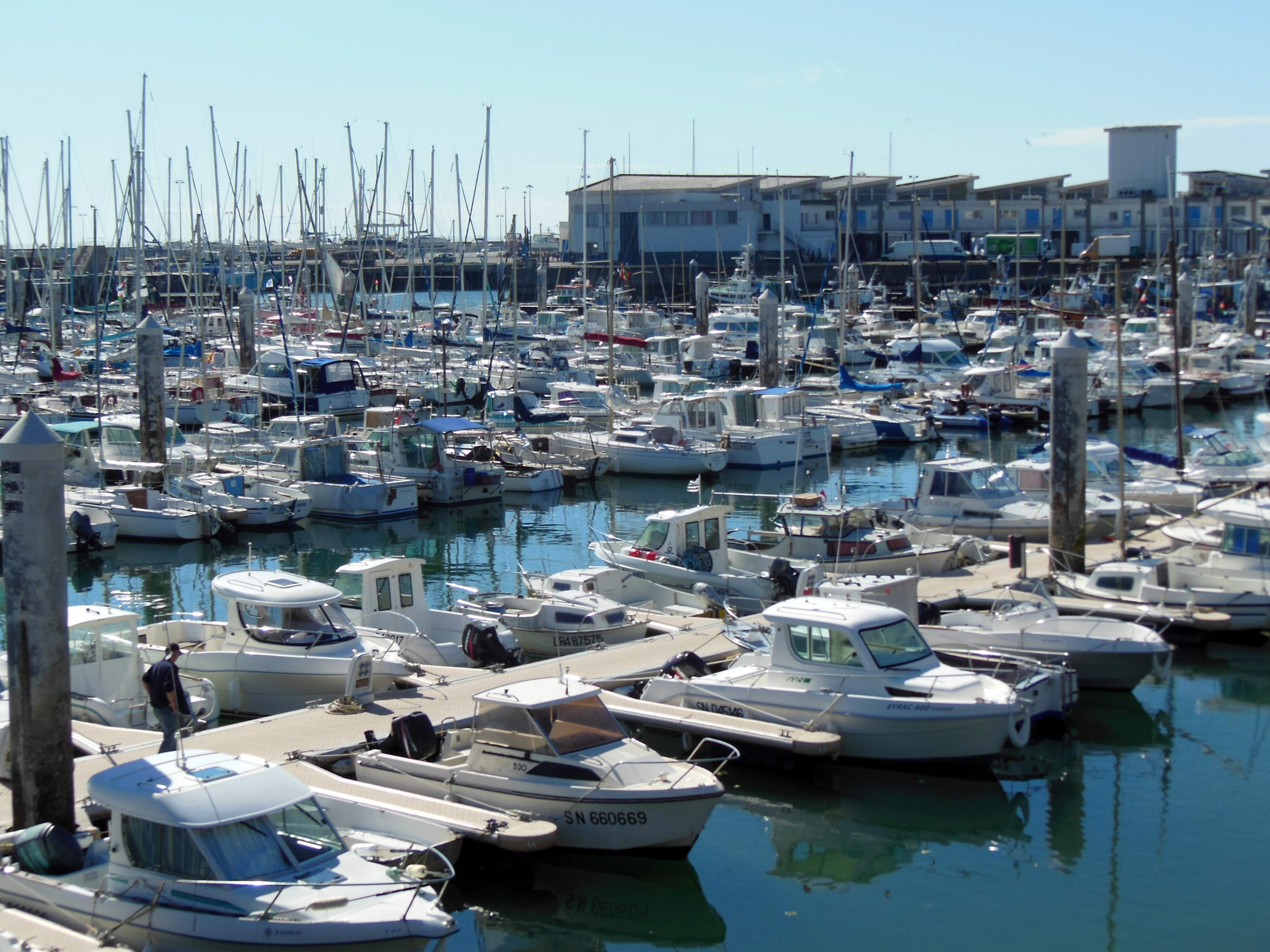
Port de plaisance

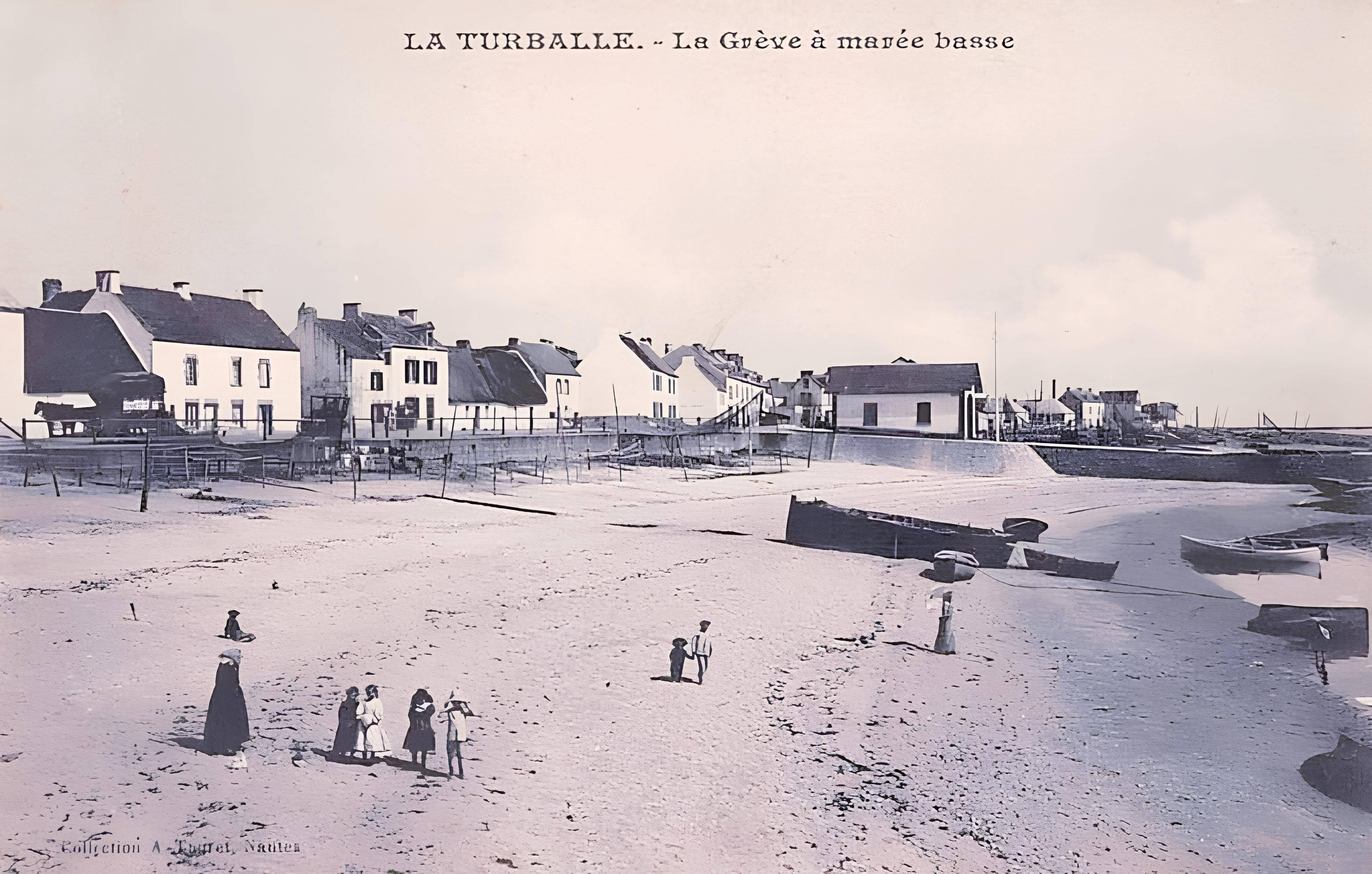
Ancienne grève devant le quai Saint-Paul, avant les aménagements du port

Le Croisic est la première station balnéaire de la presqu'île guérandaise. Elle accueille dès 1819 ses premiers visiteurs, attirés par les possibilités de balnéothérapie qu'offre le site à une époque où la tuberculose ne fait l'objet d'aucun traitement médical. La plage de Port Lin finit par supplanter celle de Saint-Goustan, et la plage Valentin de Batz-sur-Mer se dote dès 1845 d'un établissement d'hydrothérapie marine.
La Turballe accueille au milieu du XIXe siècle ses premiers baigneurs. Un arrêté municipal du 1er juillet 1858 concernant la police des bains de mer est signé par le maire de Guérande, dont La Turballe constitue alors un quartier (La Turballe ne sera érigée en commune qu'à partir de 1865 par partition du territoire guérandais). Selon la morale de l'époque, cet arrêté fait « interdiction à quiconque de se baigner devant les maisons de La Turballe sans être revêtu d'un costume de bain complet ». De même, « les personnes de sexe différent ont interdiction de se baigner ensemble à moins d'être vêtues d'un costume de bain complet ». Il est enfin « défendu de tenir des propos obscènes et d'outrager par gestes ou paroles la morale publique ».
L'activité touristique reste cependant confidentielle pendant cette période, en raison de l'insuffisance des moyens de communication (le train n'y arrive qu'en 1906, et il s'agit d'une voie secondaire), et l'activité touristique ne fait pas bon ménage avec les conserveries en raison des odeurs de poisson qu'elles dégagent. Les premières cartes touristiques de la région ne mentionnent même pas l'emplacement de La Turballe. En revanche, la tuberculose, à l'origine de la vogue des bains de mer, justifie la création du centre marin de Pen-Bron en 1887.
Il faut attendre l'invention de l'automobile pour que La Turballe soit à son tour peu à peu gagnée par le tourisme. Les premières villas balnéaires y sont érigées vers 1900 et la municipalité soutient aux lendemains de la Première Guerre mondiale cette activité saisonnière comme alternative au déclin des conserveries. La commune accueille deux établissements hôteliers, l'Hôtel de la Plage et l'Hôtel des Voyageurs, à côté de la gare. Les premiers vacanciers recherchent principalement les possibilités de baignade sur la plage de sable du bourg, qui sert également de port d'échouage à l'époque, compliquant parfois la cohabitation avec les pêcheurs. Après la fermeture des  dernières conserveries, les usines en friche sont remplacées par des constructions immobilières à la faveur du développement de l'activité touristique aux lendemains de la Seconde Guerre mondiale.
Le port de plaisance en eau profonde de La Turballe est la propriété de la municipalité qui en assure la gestion. Aménagé dans les années 1970, il occupe une surface de 18 300 m2 et dispose de 500 m de pontons. Un total de 364 emplacements sont disponibles dans le bassin  de plaisance dont 329 sont affectés à la plaisance à l'année et 35 aux navires en escale. Il dispose d'une darse d'accueil pour les visiteurs d'une capacité de 40 bateaux environ. Une cale de mise à l'eau est à la disposition des plaisanciers d'avril à octobre avec un accès gratuit.

### Bateaux d'intérêt patrimonial
Les bateaux d'intérêt patrimonial amarrés au port de La Turballe sont :
- Au Gré des Vents, ancien bateau de pêche de type sardinier ;
- Steredenn Vor (« étoile de mer », en breton) est un cotre aurique, construit en 1946 à Étel, long de 6,59 m, large de 2,25 m, avec un tirant d'eau de 0,90 m et une motorisation Yanmar de 18 CV. Il navigue comme caseyeur à Hœdic avant de rallier La Turballe pour être dédié à la pêche au maquereau avec son patron Jean Le Bayon. En 2014 est créée l'association Steredenn Vor qui entreprend sa restauration. Cependant, après des mois de travail et six années de navigation, il s'avère que la coque est en trop mauvais état pour naviguer en toute sécurité. Le projet de reconstruction à l'identique est donc décidé et c'est au chantier école Skol Ar Mor de Mesquer que revient cette tâche. En juillet 2023, le Steredenn Vor labellisé BIP (Bateau d'intérêt patrimonial), est mis à l'eau et reprend ses navigations au départ du port de La Turballe[19].

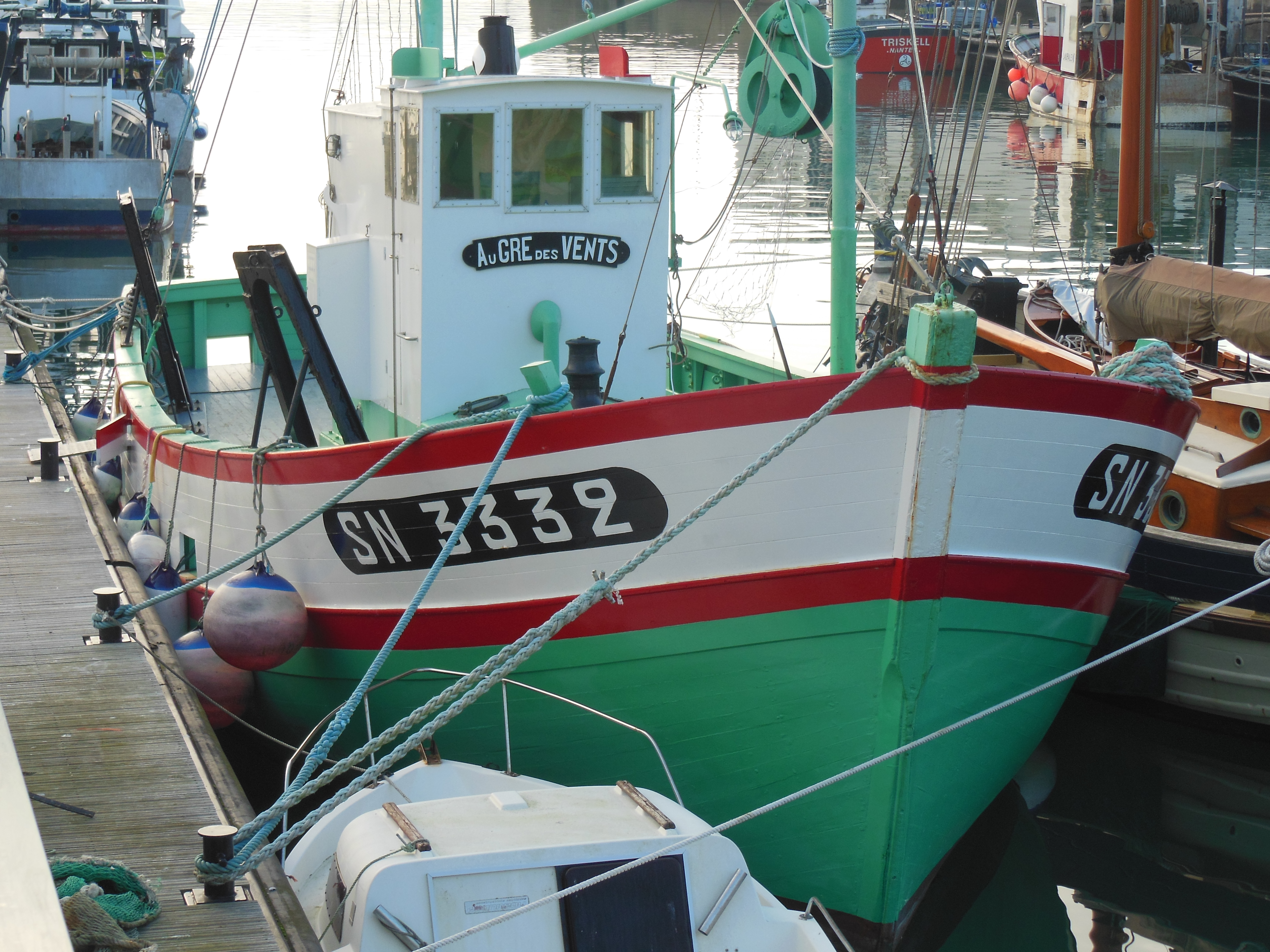
Au Gré des Vents
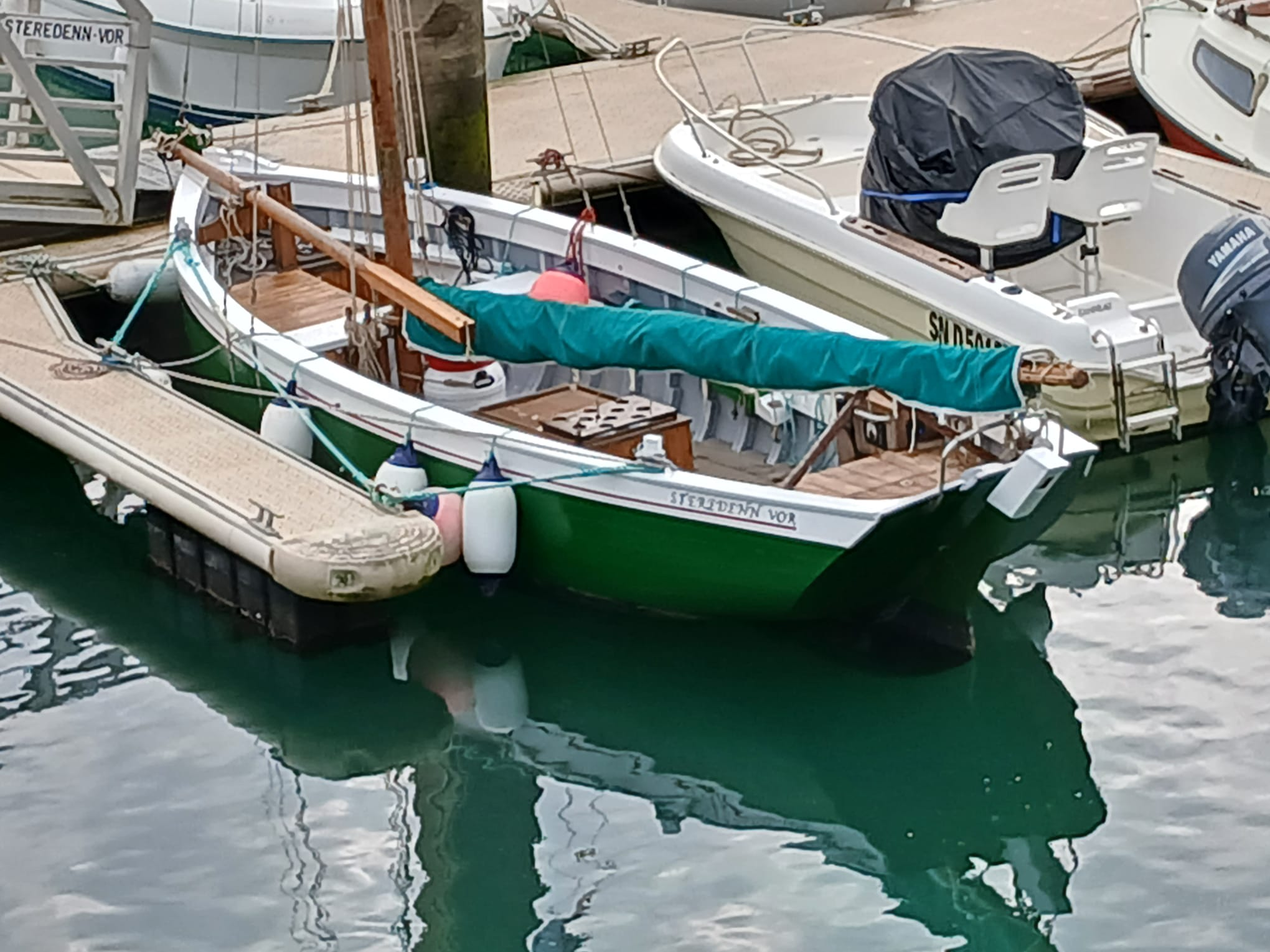
Steredenn Vor

### Maintenance éoliennes en mer
La base de maintenance du parc éolien en mer de Saint-Nazaire implantée dans le port de La Turballe est un centre de supervision et de contrôle des éoliennes du parc et le centre de coordination de l'ensemble des opérations de maintenance. Celles-ci ne concernent que des opérations préventives et correctives légères. En cas de remplacement d'un composant de grande taille, comme une pale, les opérations sont réalisées depuis le port de Saint-Nazaire.
La base comporte une salle de contrôle, des bureaux, des vestiaires et un entrepôt. Trois navires sont chargés du transfert des techniciens de maintenance quotidienne vers le parc.
Les métiers mobilisés sont ceux de techniciens de maintenance, coordinateurs techniques, logisticiens et planificateurs chargés de la gestion et coordination de l'activité sur site en temps réel. La base mobilise une centaine d'emplois durant les 25 ans d'exploitation du parc éolien.
De janvier 2021 à juin 2022, des travaux d'extension du port sont réalisés afin d'aménager un nouveau quai et un terre-plein d'un hectare pour l'accueil des services de maintenance des éoliennes en mer. Ces travaux incluent l'allongement de 400 mètres de la digue existante pour sécuriser l'accès au port, la construction d'une nouvelle digue à laquelle s'adosse une nouvelle cale, une darse et un nouveau terre-plein pour renforcer les pôles naval et pêche.
Le premier navire de ravitaillement offshore Inno'Vent est livré le 9 août 2022. Ce catamaran de 24 mètres commandé par General Electric à Louis Dreyfus Armateurs et Tidal Transit Limited est chargé d'assurer le transfert des techniciens et de leur matériel entre la base de maintenance et le parc éolien en mer.

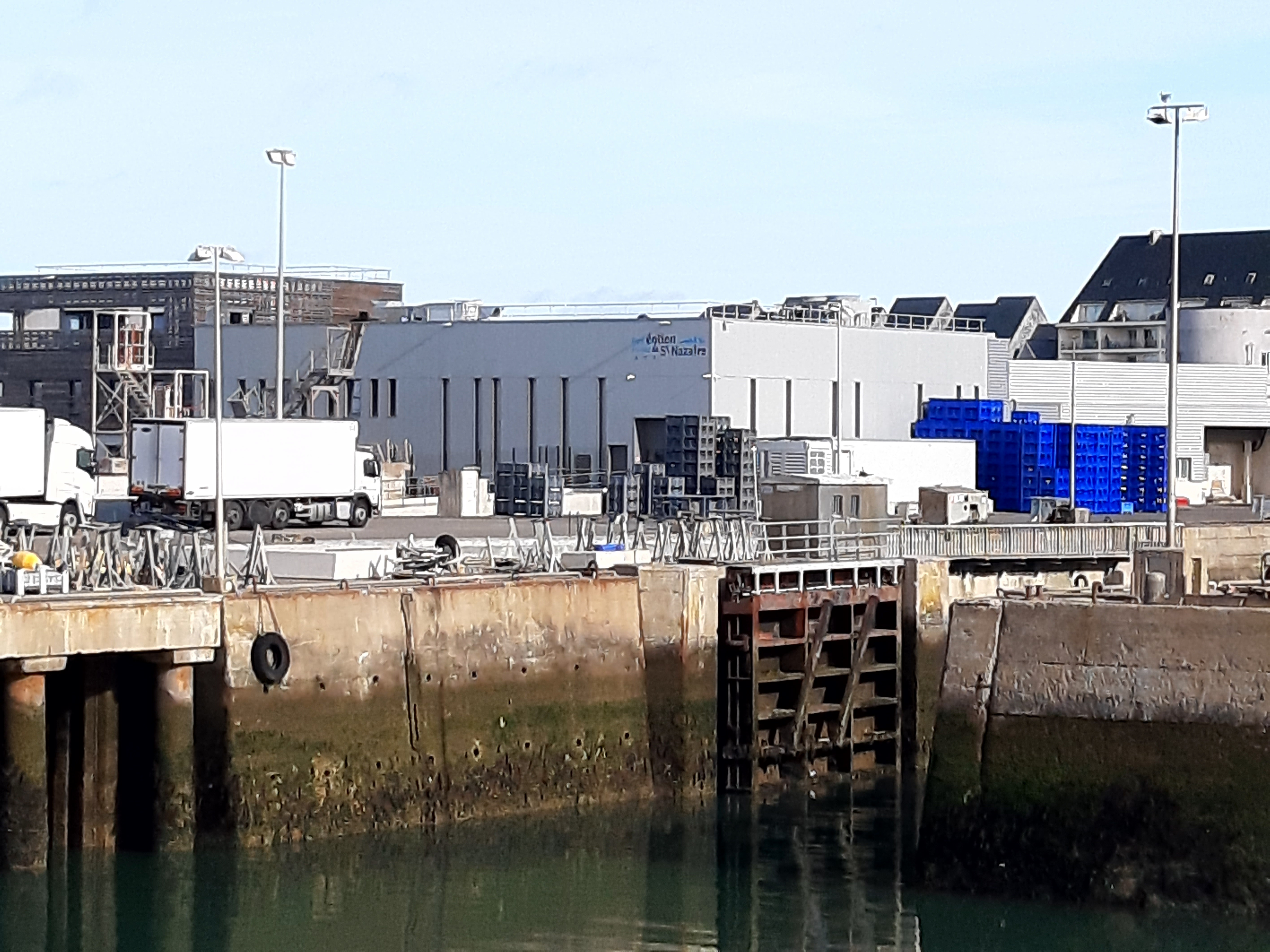
Base de maintenance du parc éolien en mer de Saint-Nazaire.
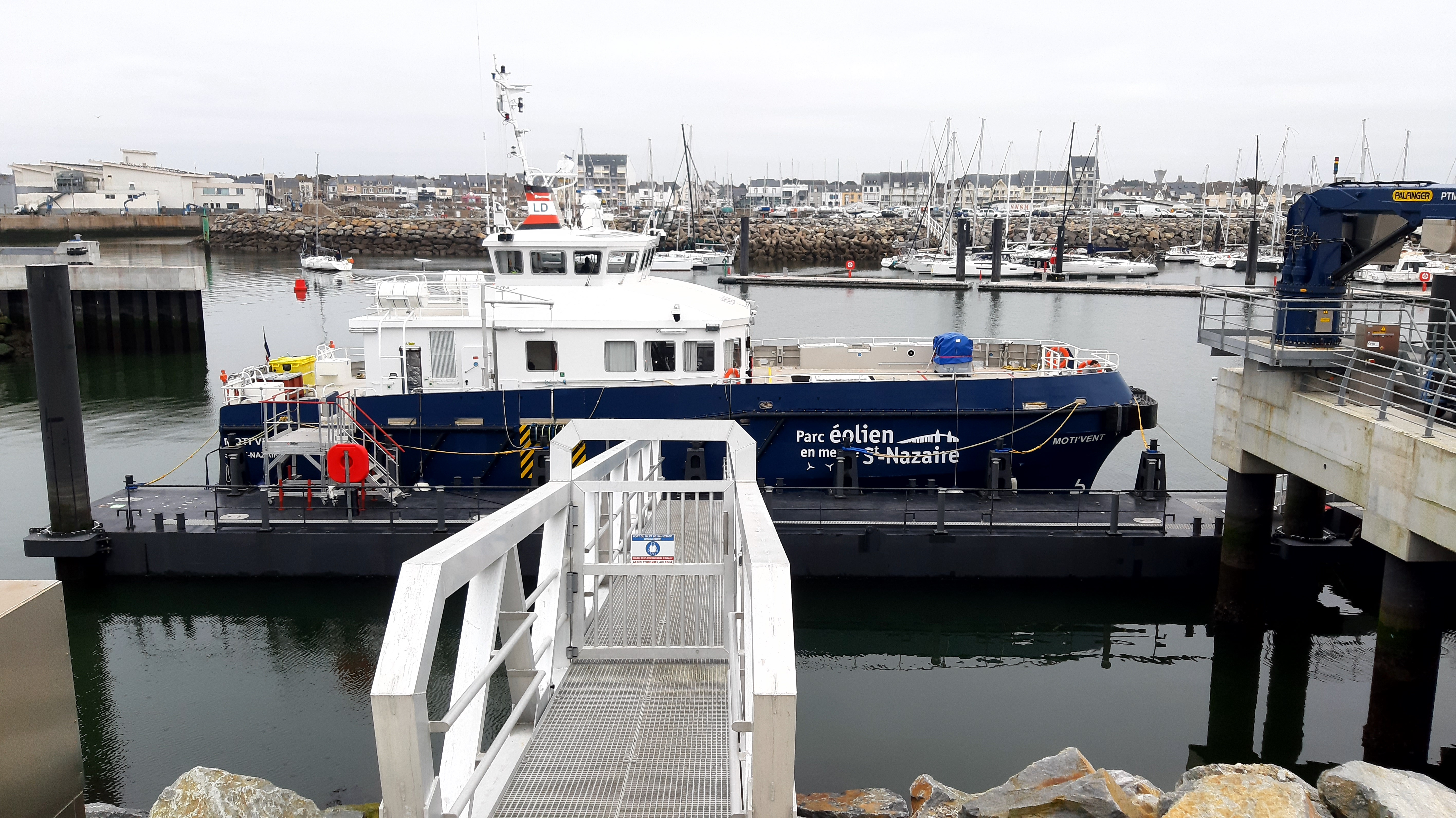
Navire de ravitaillement offshore Moti' Vent du parc éolien en mer de Saint-Nazaire amarré au quai EMR du port de La Turballe.